# Oliver Twist
Pour les articles homonymes, voir Oliver Twist (homonymie) et Twist (homonymie).
Vous lisez un « article de qualité » labellisé en 2014.  Il fait partie d'un « thème de qualité ».
Oliver Twist, de son titre complet en anglais : Oliver Twist, or The Parish Boy's Progress (Oliver Twist ou Le Voyage de l'enfant de la paroisse), l'un des romans les plus universellement connus de Charles Dickens, a été publié en trente-deux feuilletons mensuels dans la revue Bentley's Miscellany, entre février 1837 et avril 1839, juin et octobre 1837 exceptés.
L'histoire concerne un orphelin, Oliver Twist, soumis à des privations et des vexations dans l'hospice paroissial (workhouse) où il fut laissé à la suite de la mort de sa mère. Choisi par tirage au sort par ses camarades affamés, il ose demander une portion supplémentaire de gruau et il est alors placé chez un croque-mort, d'où il s'échappe pour prendre la route de Londres ; dès son arrivée, il rencontre l'un des personnages les plus célèbres de Dickens, The Artful Dodger — nom traduit par Rusé matois pour Alfred Gérardin en 1893 et Le Renard dans la collection Pléiade —, chef d'une bande de jeunes pickpockets. Naïvement confiant en son nouveau compagnon, il se laisse entraîner dans l'antre de son maître, le criminel Fagin.
Oliver Twist s'inspire au moins en partie de l'histoire autobiographique de Robert Blincoe, publiée dans les années 1830 et très appréciée du public — même si subsiste un doute quant à son authenticité —, où l'auteur, orphelin élevé à la dure dans un hospice paroissial, est soumis à un labeur forcé et aux pires souffrances dans une manufacture de coton.
Dickens s'est trouvé ulcéré par quelques commentaires l'accusant d'avoir glorifié le crime et, dans sa préface de la troisième édition parue en 1841, il se dissocie avec tact de la manière romanesque avec laquelle certains de ses confrères traitaient ce thème, en particulier Ainsworth, Bulwer-Lytton ou encore Charles Lever. De fait, il présente un tableau réaliste des sordides bas-fonds de la capitale anglaise et expose sans concession la cruauté à laquelle sont soumis les orphelins à l'époque victorienne. Oliver Twist est en effet l'un des premiers ouvrages à vocation sociale du XIXe siècle, attirant l'attention du public sur nombre de maux contemporains, raillant l'hypocrisie des bien-pensants par le procédé d'une ironie sarcastique très sombre, mais faisant également appel à un pathétique appuyé pour décrire la misère ambiante et, comme le roman se termine bien, un sentimentalisme parfois jugé exagéré à l'égard, surtout, du héros de l'histoire.
Le roman a fait l'objet de nombreuses adaptations, tant pour la scène qu'à l'écran, et de plusieurs comédies musicales, dont la plus appréciée reste Oliver!, de Lionel Bart, qui a connu un immense et durable succès dès sa première en 1960.

## Genèse et rédaction
De tous les romans de Dickens, Oliver Twist est sans doute celui dont la naissance a été la plus laborieuse, avec de violentes controverses opposant auteur et éditeur lors de sa rédaction et pendant sa publication en feuilleton, si bien que, même aujourd'hui, ses origines restent débattues.

### Un roman à part
Sa publication n'a pas succédé à celle de Pickwick, ni précédé celle de Nickleby, mais est contemporaine de la fin du premier (de janvier à octobre 1837) et du début du second (à partir de mars 1838). De plus, il n'a pas été publié comme les deux autres sous la forme de livraisons mensuelles de trente-deux pages. Si la périodicité était la même, le nombre de pages différait de moitié et chaque parution ne constituait pas une brochure indépendante, puisque le Bentley's Miscellany qui le recevait comprenait environ cent dix pages, encore que le roman, dont la qualité faisait grimper les ventes, en fût longtemps le principal extrait et le seul récit continu.
Autre différence : alors que les principales œuvres de Dickens s'étalent sur dix-neuf mois avec un total d'environ mille pages, Oliver Twist n'en compte que cinq cents et couvre vingt-huit mois. Plusieurs turbulences en ont gêné le cours : la mort de Mary Scott Hogarth en mai 1837, des démêlés avec l'éditeur ayant culminé en septembre, le dernier tiers rédigé d'un trait de juin à septembre 1838 pour que le volume d'octobre 1838 soit prêt, alors que six fragments restent à paraître dans le Bentley's Miscellany. « Il est nécessaire et indispensable, écrit Dickens, qu'Oliver Twist soit publié en trois volumes en septembre prochain. Je viens seulement de commencer le dernier. » Monod s'explique mal cette précipitation : raisons financières, risque de parution d'éditions piratées, sans doute, mais surtout concurrence du Jack Sheppard d'Ainsworth, désormais hôte à succès du Bentley's Miscellany.

### Le déroulement des opérations

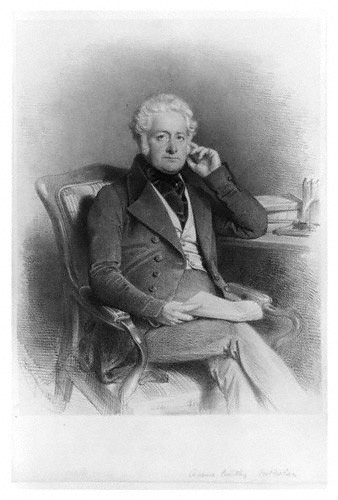
Richard Bentley.

Le 2 novembre 1839, Dickens donne donc son accord à Richard Bentley pour la publication mensuelle d'« un article original d'environ seize pages », sans qu'aucune clause spécifie qu'il s'agira d'un nouveau roman ; le contrat est signé le 4, mais douze numéros de Pickwick restent à rédiger, Esquisses de Boz à terminer, Les Coquettes du village, opéra comique en deux actes, à finaliser pour décembre, et Dickens s'est engagé en même temps auprès de John Macrone pour un roman en trois volumes et en a promis deux autres à Bentley.
L'idée lui en est venue dès janvier 1837, comme il l'a annoncé à Bentley en évoquant « une idée d'importance », puis « [un héros] dont je me suis entiché. J'espère qu'il le mérite ». Après quoi, il consacre les deux premières semaines de chaque mois à Bentley, et les deux autres à Pickwick, mais à partir de mai, le processus s'inverse, Nickleby, qui a pris la relève de Pickwick chez Chapman and Hall, occupant désormais le début du mois et Oliver Twist la seconde quinzaine. En réalité, Dickens écrit parfois moins de pages que le nombre requis et remplit les vides avec de petites nouvelles, La Pantomime de la vie en février et Quelques particularités propres à un lion en mai, les deux tirées des Mudfrog Papers que publie Bentley. Il y a là une affinité avec Oliver Twist car, même si l'allusion a été supprimée dans l'édition en volumes, le héros est censé avoir vu le jour et passé ses premières années dans la ville de ce nom. Cependant, lorsque Dickens s'aperçoit que Bentley retient une part de ses émoluments pour chaque page manquante, il porte les numéros à la longueur attendue, mais fait bientôt savoir que, sa notoriété grandissant chaque mois, il « vaut » bien plus que ne le stipulent les premiers accords, et Bentley, en butte à ses menaces de démission, se résigne à lui présenter un nouveau contrat le 28 septembre 1838.
Dickens se remet donc au travail, mais, avant d'écrire le chapitre 17, au cours duquel le récit retourne sur le lieu de naissance du jeune héros, il relit les pages précédentes et la variété des scènes contrastées lui paraît appétissante « comme des couches de bacon bien strié ». Il peut souffler entre novembre, qui clôt Pickwick, et février, où commence Nickleby, mais d'autres projets sont venus s'insérer dans cette frénétique production littéraire, les Esquisses de jeunes gentlemen que Chapman and Hall publie le 10 février, et aussi Les Mémoires de Grimaldi que Bentley fait paraître le 20. Mais Dickens n'en a pas fini et, dès mars, il négocie avec Frederick Yates pour une dramatisation du roman, encore qu'il reste dans le flou quant à « ce que je dois faire des personnages », ce qui, d'ailleurs, lui paraît une bénédiction, car deux adaptations rivales, l'une de Gilbert Abbott à Beckett et l'autre de C. Z. Barnett, l'ont devancé — du coup, il ne réalisera pas la sienne — sans que, faute d'éléments, elles aient pu le piller.
Le contrat lie Dickens à Bentley jusqu'en juillet, puis il est prolongé pour septembre, mais la carrière mensuelle d'Oliver Twist se termine le 20 octobre, et des changements de dernière minute sont apportés pour la parution en trois volumes dont s'occupe John Forster et qui voit le jour le 8 novembre. Dickens déclare avoir « fait sauter les liens bentleiens » et, de fait, démissionne du Bentley's Miscellany.
Kathleen Tillotson avance l'idée qu'Oliver Twist aurait été conçu dès 1833, et que Dickens l'a constamment révisé jusqu'en 1846 ; Burton M. Wheeler réfute cette thèse en expliquant que Dickens n'a pensé en faire un roman qu'au bout de quatre numéros et que l'intrigue n'a vraiment pris forme qu'après le septième.
Nouvelle complication : une année après la mort de Dickens, George Cruikshank, l'illustrateur, publie un article dans le Times, dans lequel il affirme avoir été « le géniteur d'Oliver Twist ». C'est lui, prétend-il, qui a eu l'idée d'une intrigue retraçant le parcours d'un jeune garçon de basse extraction jusqu'à « une situation sociale élevée et respectable », son passage chez les voleurs, dont un receleur juif. Alors que, pour John Forster, c'est là « une monstrueuse absurdité », Robert L. Patten n'est pas hostile à l'idée, tant, explique-t-il, était proche la collaboration entre les deux hommes. Pourtant, un examen minutieux des instructions qu'adressait Dickens à son collaborateur tendrait à montrer que l'intention première émane presque toujours de l'auteur : par exemple, pour la planche « Mr Bumble et Mrs Corney prennent le thé », il rappelle avec insistance qu'il a décrit une « petite » bouilloire, un « petit » plateau et une boîte à thé ne contenant « pas plus de deux onces » ; en d'autres termes, écrit Richard L. Stein : « J'ai écrit le modèle verbal ; votre travail est d'en réaliser l'équivalent visuel ».

## Texte et publications

### Tribulations
La publication en trois volumes par Richard Bentley suit des méandres peu ordinaires : la première édition date du 9 novembre 1838, mais sans que le nom de l'auteur soit mentionné en couverture ; quelques jours plus tard, en paraît une autre avec, cette fois, le nom Charles Dickens en bonne place ; puis une troisième est publiée le 17 décembre 1838, mais elle est baptisée second edition et datée de 1839 ; d'autres suivront, parfois avec le nom d'auteur « Boz ».
D'abord courtoises, les relations entre Dickens et son éditeur sont devenues exécrables : Dickens fulmine contre « le brigand de Burlington Street avec qui c'est la guerre au couteau » ; leur collaboration se termine officiellement le 2 juillet 1840 et Chapman and Hall prend le relais, avec 2 500 livres sterling à l'appui, pour les droits concernant le stock encore disponible, estampes comprises. Dickens rédige une nouvelle préface en mars 1841, mais datée d'avril 1841, que Kathleen Tillotson appelle « la plus longue et la plus ambitieuse préface de Dickens, un important manifeste critique avec une défense argumentée du roman ».
Dickens continue à réviser son texte pour l'édition suivante, confiée à Bradbury and Evans, parue en dix mensualités de janvier à octobre 1846, puis en un volume le 26 septembre. Il s'attache particulièrement à en clarifier la ponctuation et y répartir les chapitres plus logiquement. Non sans controverses, telle celle qu'a retenue l'édition Clarendon de 1960. Celle dite « bon marché » (cheap edition) paraît sans la préface en 1865, et l'« édition populaire » (people edition) en 1868. Enfin, l'édition dite « Charles Dickens » est publiée en 1867 avec une préface amendée ; c'est à cette occasion que la plupart des références au « Juif » concernant Fagin sont supprimées et remplacées par le nom propre ou tout simplement « lui/il » (he).
Oliver Twist a été publié à Philadelphie par Lea and Blanchard dès 1838, mais l'édition est datée de 1839, à Paris par Baudry en 1838, elle aussi datée de l'année suivante, et à Leipzig chez Tauchnitz en 1845. Pas une seule de ces éditions ne porte la mention « Dédié à », mais les premières parutions le furent à Thomas Talfourd, juge, politicien et auteur, ami de Dickens.

### Calendrier des publications en série
Les publications en série s'étendent de février 1837 à avril 1839 :
| Numéro | Date           | Chapitres     |
| ------ | -------------- | ------------- |
| I      | février 1837   | 1–2           |
| II     | mars 1837      | 3–4           |
| III    | avril 1837     | 5–6           |
| IV     | mai 1837       | 7–8           |
| V      | juillet 1837   | 9–11          |
| VI     | août 1837      | 12–13         |
| VII    | septembre 1837 | 14–15         |
| VIII   | novembre 1837  | 16–17         |
| IX     | décembre 1837  | 18–19         |
| X      | janvier 1838   | 20–22         |
| XI     | février 1838   | 23–25         |
| XII    | mars 1838      | 26–27         |
| XIII   | avril 1838     | 28–30         |
| XIV    | mai 1838       | 31–32         |
| XV     | juin 1838      | 33–34         |
| XVI    | juillet 1838   | 35–37         |
| XVII   | août 1838      | 38–39 (début) |
| XVIII  | octobre 1838   | 39 (fin)–41   |
| XIX    | novembre 1838  | 42–43         |
| XX     | décembre 1838  | 44–46         |
| XXI    | janvier 1839   | 47–49         |
| XXII   | février 1839   | 50            |
| XXIII  | mars 1839      | 51            |
| XXIV   | avril 1839     | 52–53         |

## Illustrations

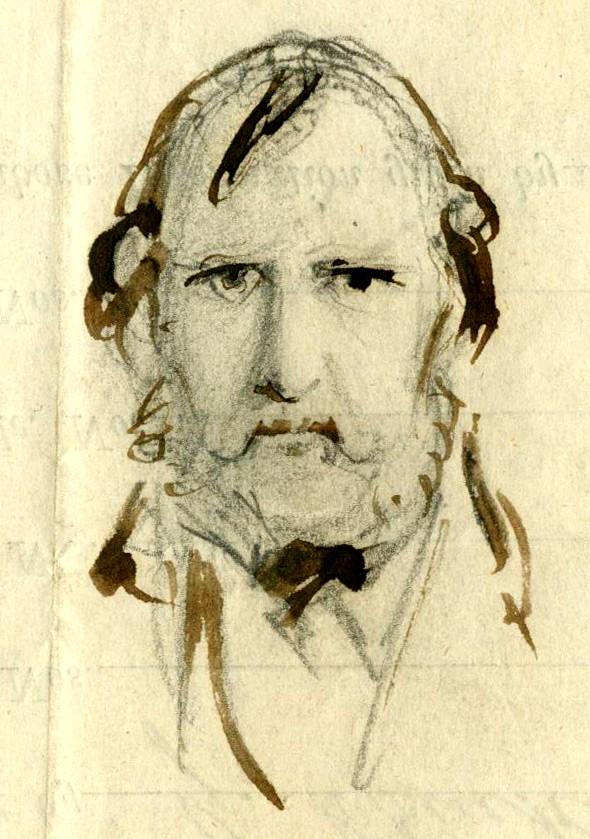
Autoportrait de George Cruikshank (1858).

George Cruikshank, illustrateur recruté pour le Bentley's Miscellany et, à ce titre, ayant déjà collaboré avec Dickens pour Esquisses de Boz, se trouva d'autant plus sollicité lors de la conception d'Oliver Twist, que son auteur avait l'intuition que le sujet « lui apportera[it] l'épanouissement », ce qu'il fit, ajoute Paul Schlicke, pensant d'abord à l'estampe « Oliver demande une autre portion » du 18 janvier 1837, « tant est remarquable le résultat ». Sont aussi particulièrement admirées celle de Sykes posté sur le toit et celle qui montre Fagin dans sa cellule de condamné.
Dickens voulait le dessin avant le cinq de chaque mois, de façon que l'artiste ait toute latitude pour graver son estampe, mais comme il était constamment en retard, les planches se trouvaient souvent prêtes avant même que le texte ne fût écrit. Parfois, Cruikshank insiste sur certains détails présents dans le texte ou, au contraire, en ajoute de son cru. Quoi qu'il en soit, comme le fait observer Robert L. Patten, la collaboration est telle qu'elle en dit long non seulement sur le texte, mais aussi sur les deux hommes au travail. Lors des turbulences, surtout à l'automne 1838, opposant Dickens et Bentley, Cruikshank servant souvent d'intermédiaire, leur publication se fait plus désordonnée, et il arrive qu'une planche manque à l'appel ou illustre un passage plus ancien : par exemple, celle du numéro de décembre se rapporte à des événements relatés au mois d'août.
Il est très rare que Dickens n'ait pas apprécié le travail de son illustrateur, mais la dernière planche, représentant Rose Maylie et Oliver, intitulée « Au coin du feu », lui a déplu et Cruikshank a dû la remplacer pour les éditions suivantes avec, cette fois, Rose et Oliver à l'église. Enfin, dernier avatar, la couverture a été modifiée pour l'édition de 1846 et un nouveau frontispice réalisé pour celle dite « bon marché ».
D'autres illustrateurs s'intéresseront à Oliver Twist après Cruikshank. Parmi eux figurent James Mahoney (1810-1879), Fred Barnard (1846-1896), Joseph Clayton Clarke (Kyd) (1856-1937), Harold Copping (1863-1932) et Charles Edmund Brock (1870-1938).

## Accueil
Emma Westland écrit : « L'histoire d'Oliver Twist est légendaire dans la culture britannique. Tout le monde a entendu parler du petit garçon de l'hospice qui en a demandé encore aux autorités. » De fait, dès le début, la toute jeune renommée que Dickens a engrangée avec Les Papiers posthumes du Pickwick Club et ses publications mensuelles dans le Bentley's Miscellany assure à son nouveau roman une critique aussi abondante qu'admirative. Il est lu autant comme document social qu'œuvre d'art, et même la jeune reine Victoria le juge « extrêmement intéressant », mais reste impuissante à convaincre son Premier ministre, Lord Melbourne, qui déclare n'aimer les hospices, les fabricants de cercueils, les pickpockets, les criminels, ni en réel ni représentés. Thackeray attaque Dickens pour avoir, comme Ainsworth avec Jack Sheppard (1839) et Bulwer-Lytton dans Eugene Aram (1832), fait du crime un sujet romanesque, autrement dit un  Newgate novel. Pourtant, Dickens a résolument pris le contre-pied de la tradition issue du Beggar's Opera de John Gay et s'étendant précisément à la Newgate School of Fiction, qui idéalise la délinquance et poétise le crime.
Les plagiaires s'emparent vite du sujet et les dramatisations font florès en dépit de la censure exercée par le Lord Chambellan depuis plus de vingt ans. Paul Schlicke passe en revue certaines adaptations modernes, comme celle de David Lean ou la comédie musicale de Lionel Bart, mais conclut que la plus importante adaptation jamais réalisée est due à Dickens lui-même dans la version qu'il en fait pour ses lectures publiques, en particulier son Sikes and Nancy, présenté pour la première fois le 14 novembre 1868, qui électrise la salle et, selon Macready, vaut « deux Macbeth » (Two Macbeths).
Grands écrivains aussi bien que critiques célèbres se sont penchés sur le roman : Graham Greene le trouve manichéen, « une guerre de forces spirituelles », tandis qu'Arnold Kettle et Hillis-Miller y relèvent une certaine tension entre schéma et intrigue, et que Paul Bailey y voit une association entre « la dénonciation sociale et le cauchemar gothique ».

## Intrigue
L'intrigue d'Oliver Twist est pratiquement contemporaine de l'époque où le roman a été écrit, puisque le jeune héros est censé être né dans les années 1830 et que la « Nouvelle loi sur les pauvres » (Poor Law Amendment Act), qui oblige indigents et orphelins à résider, comme Oliver, dans un hospice (workhouse), date de 1834.

### Résumé par étapes

#### Hospice et premières activités
Oliver Twist, promis à une vie de pauvreté et de malheur, est né dans l'hospice d'une ville sans nom, encore que, dans les premières parutions, elle apparaisse comme étant Mudfrog, située à quelque soixante-dix milles au nord de Londres, sans doute Northampton. Il est orphelin dès son premier souffle, sa mère, inconnue et trouvée dans la rue sans alliance, décédant en couches et son père n'étant même pas mentionné. Faute d'antécédents, il reçoit son nom de Mr Bumble, le pompeux bedeau de la paroisse et gérant de l'hospice. Oliver tombe sous la « protection » de la « Loi sur les pauvres » (Poor Law) selon laquelle il a droit à une maigre pitance.

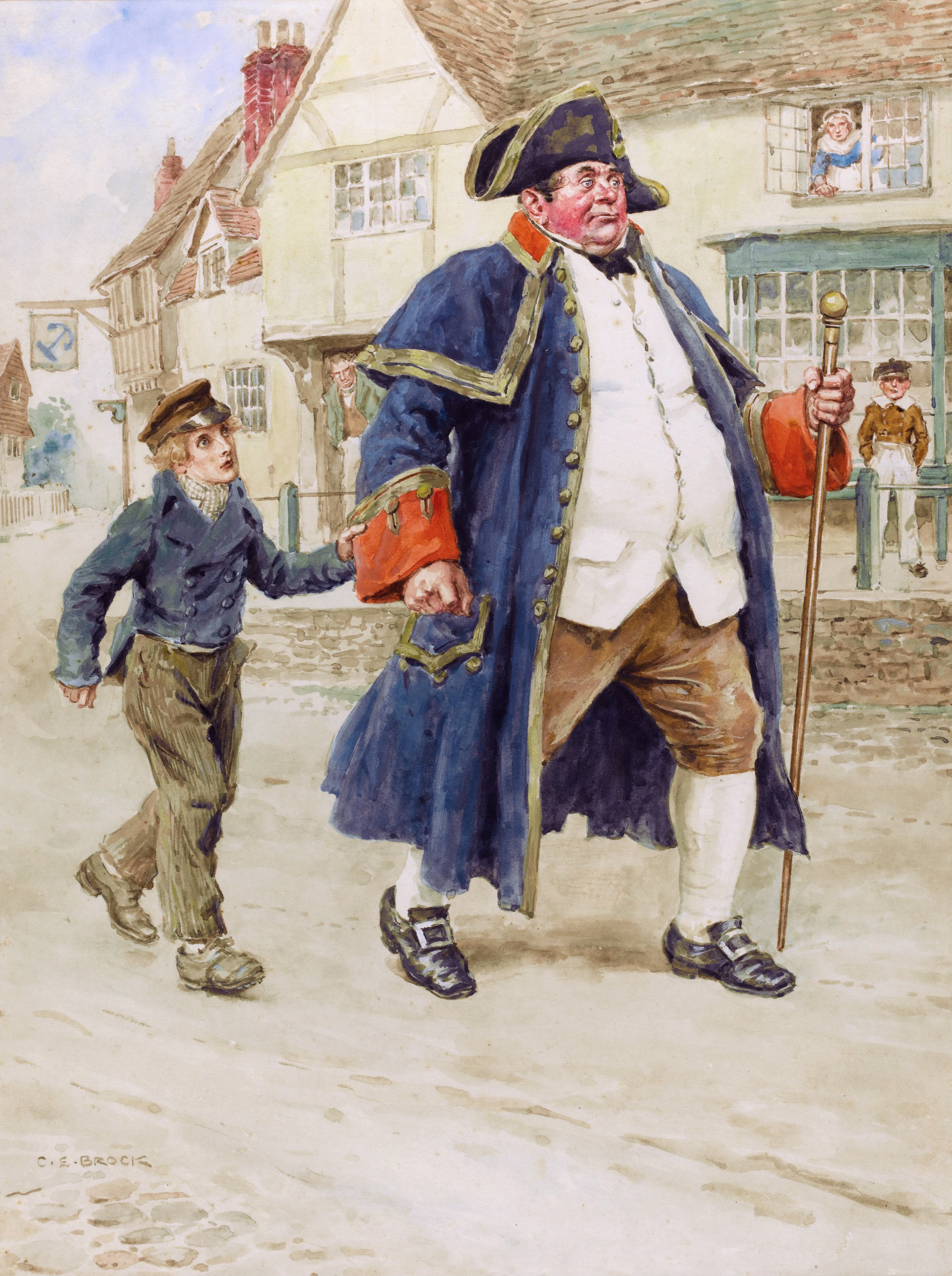
Mr Bumble emmène Oliver chez le croque-mort, par C. E. Brock.

Ses neuf premières années se passent dans une « ferme à bébés » (baby farm) où il est censé recevoir les soins d'une certaine Mrs Mann qui affame et rudoie ses petits pensionnaires. Aux alentours de son anniversaire, Mr Bumble le retire de cette maison pour le mettre au travail dans l'atelier de fabrication de filasse attenant à l'hospice. C'est une tâche d'autant plus épuisante que les gamins reçoivent très peu de nourriture, si bien qu'au bout de six mois, désespérés, ils tirent au sort celui d'entre eux qui devra demander une portion supplémentaire du gruau servi chaque jour. C'est Oliver qui est désigné et donc lui qui, après le repas, son bol vide à la main, s'avance en tremblant vers Mr Bumble et formule humblement sa célèbre requête : « S'il vous plaît, Monsieur, j'en veux encore. »
S'ensuit un grand émoi. Le conseil d'administration, gras à souhait, offre 5 £ à qui voudra bien prendre le jeune rebelle comme apprenti. Un ramoneur connu pour sa brutalité est sur le point de le recruter, mais l'enfant plaide désespérément qu'on ne l'envoie pas chez « cet horrible bonhomme ». L'un des magistrats, plus âgé et plus compatissant que ses collègues, refuse de signer le contrat (indentures), et peu après, c'est Mr Sowerberry, le croque-mort de la paroisse, qui embauche Oliver.
L'enfant est moins maltraité qu'à l'hospice. Mr Sowerberry, cependant, n'est pas heureux en ménage, et sa femme prend aussitôt l'enfant en grippe, surtout parce qu'il semble ne pas déplaire à son mari, et aucune occasion n'est perdue pour lui réduire sa portion et le rudoyer. Il devient également le souffre-douleur de l'autre pauvre en apprentissage, le balourd Noah Claypole qui jalouse sa promotion, due à son visage souffreteux et chagriné, à la fonction de « pleureur professionnel » (mute) lors des obsèques d'enfants. À cela s'ajoute la vindicte de Charlotte, la bonne des Sowerberry, qui, entichée de Noah, n'a de cesse de s'acharner sur lui.
Noah se plaît à provoquer le jeune garçon et, un jour, sous un air de fausse compassion, se prend à insulter sa mère : « Une vraie coureuse […] ; et au fait, il vaut mieux qu’elle soit morte, car elle se serait fait enfermer, ou transporter, ou pendre, ce qui est encore plus probable. » Oliver, en rage, se jette sur lui, pourtant bien plus grand et fort, le saisit à la gorge et l'étale par terre d'un coup de poing. Mrs Sowerberry intervient, prend le parti de Noah, l'aide à maîtriser le garçon et, plus tard, oblige son mari, qui n'en peut mais, à le fouetter avec l'aide de Mr Bumble, appelé à la rescousse. Ce soir-là, dans sa chambre où il a été renvoyé, Oliver, pour la première fois depuis son premier âge, ne peut contenir ses larmes et, au cours de la nuit, décide de s'enfuir en suivant la route des wagons de chemin de fer qu'il a vus gravir la colline. Une borne opportunément placée sur son chemin lui indique la direction de Londres et c'est ainsi que ses pas le mènent vers la capitale du Royaume.

### Londres, l'Artful Dodgeret Fagin

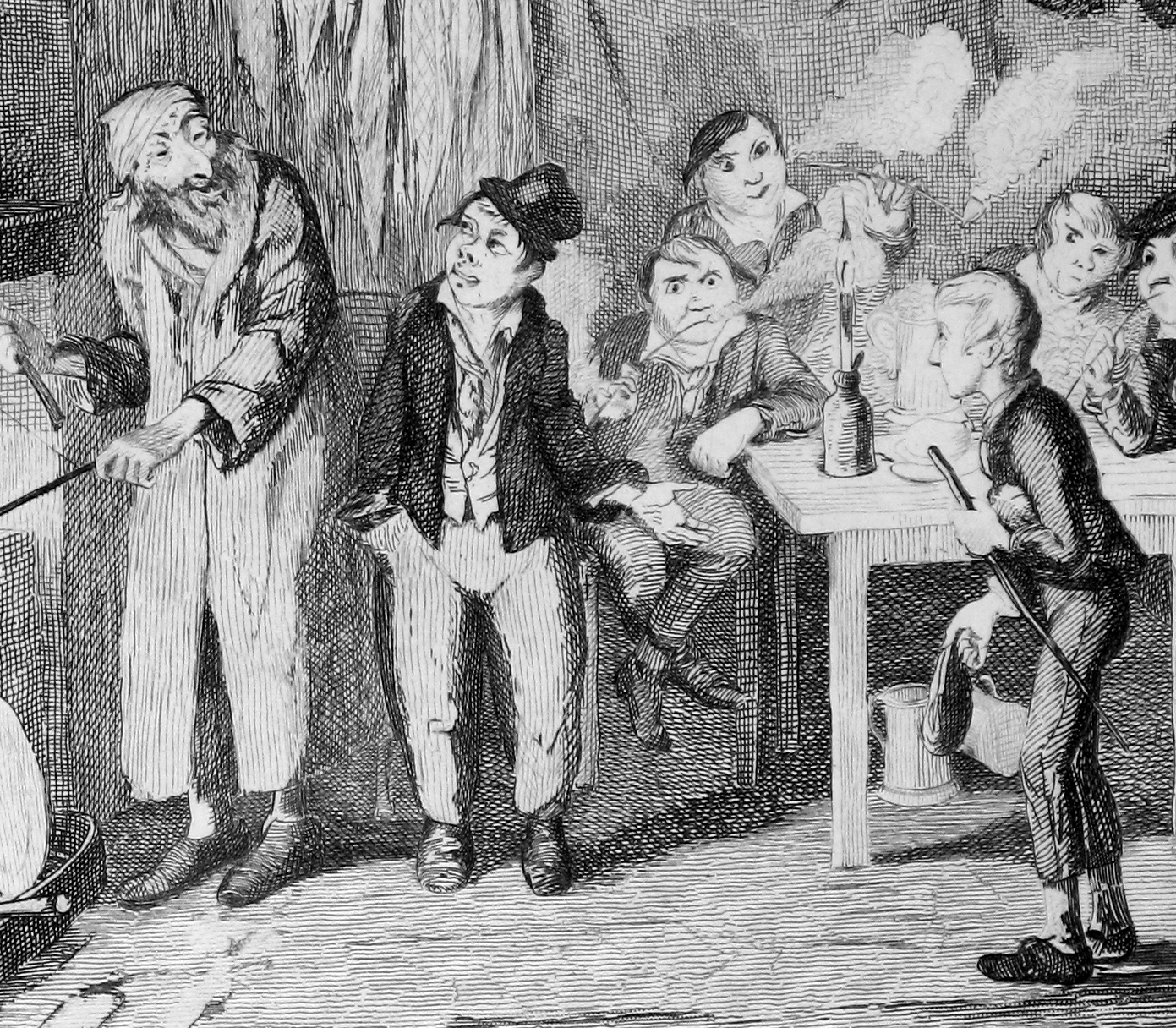
Le Matois présente Oliver à Fagin, par George Cruikshank.
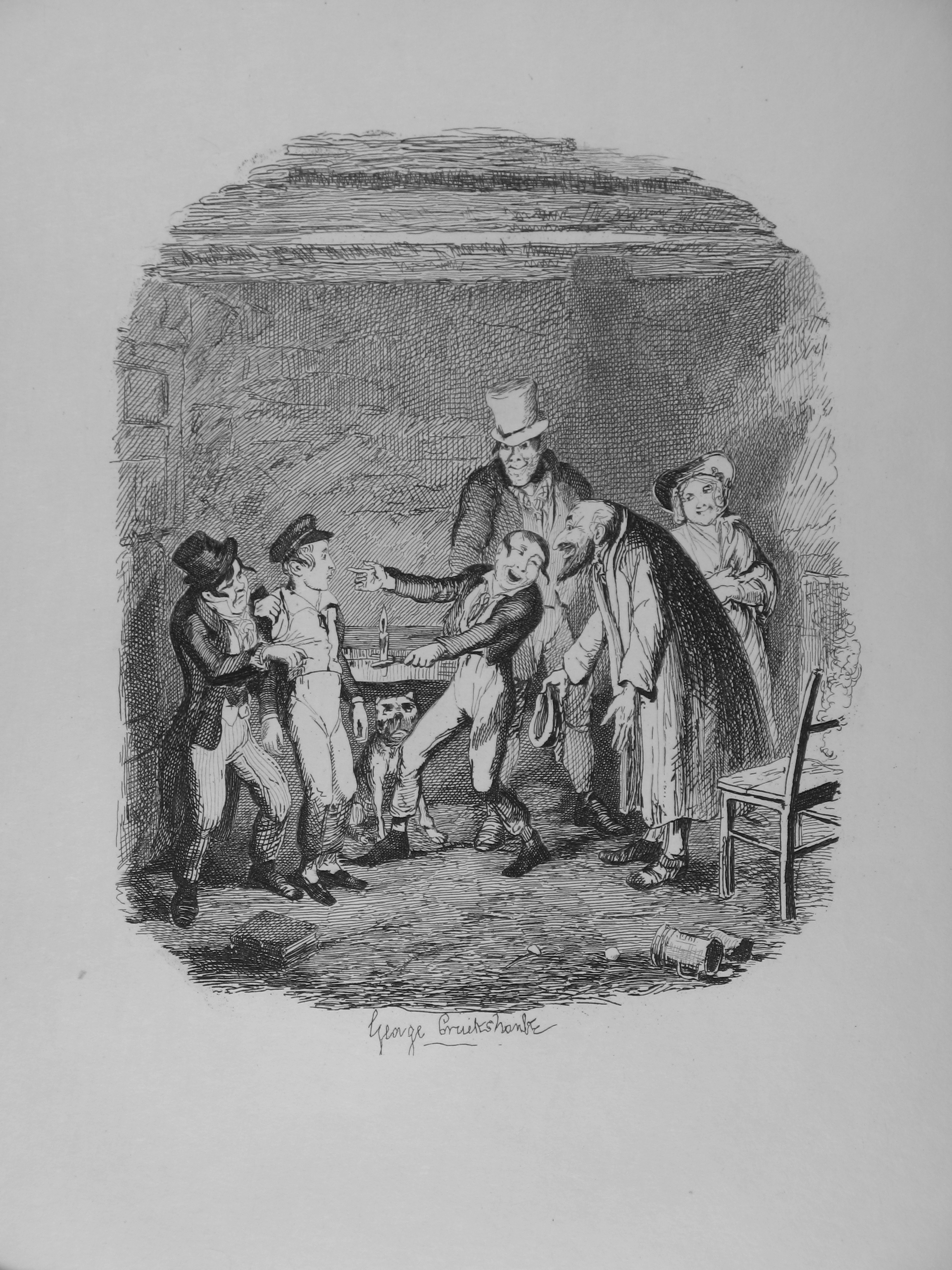
Le retour, manu militari, d'Oliver chez Fagin, par George Cruikshank.
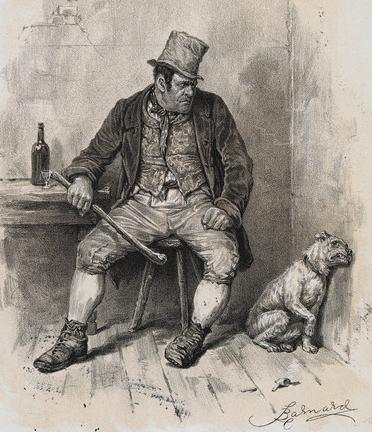
Bill Sikes, par Fred Barnard.
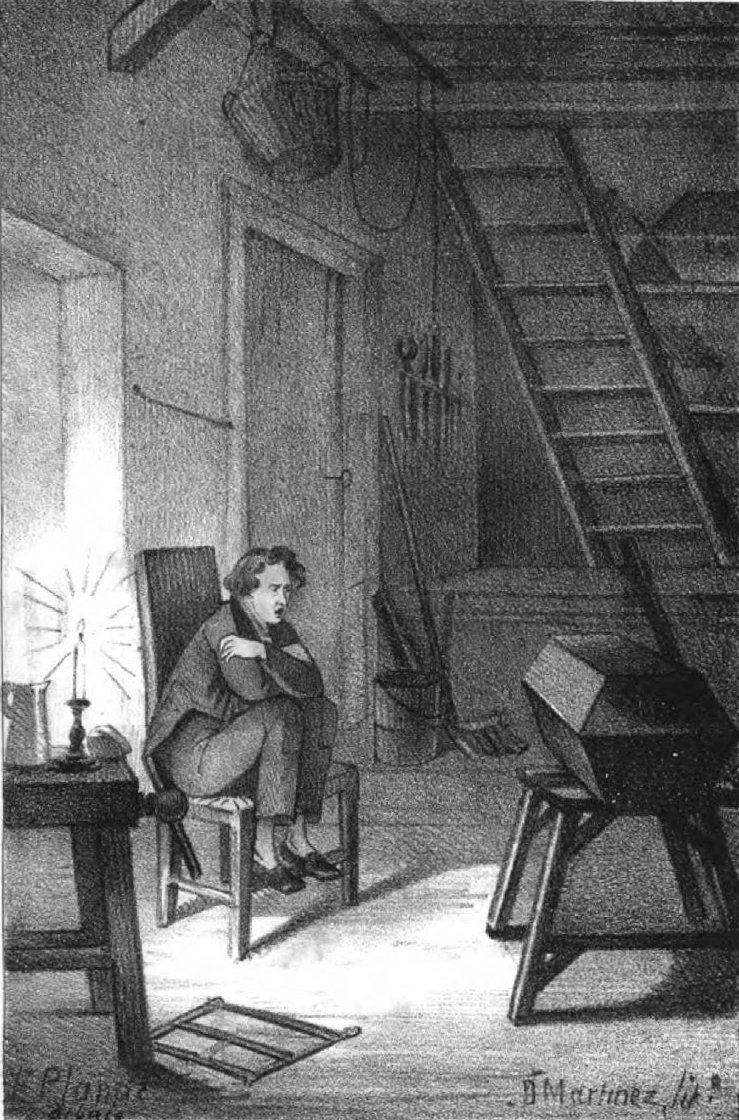
Oliver dans son galetas (illustration de la traduction espagnole de 1857)[N 6].
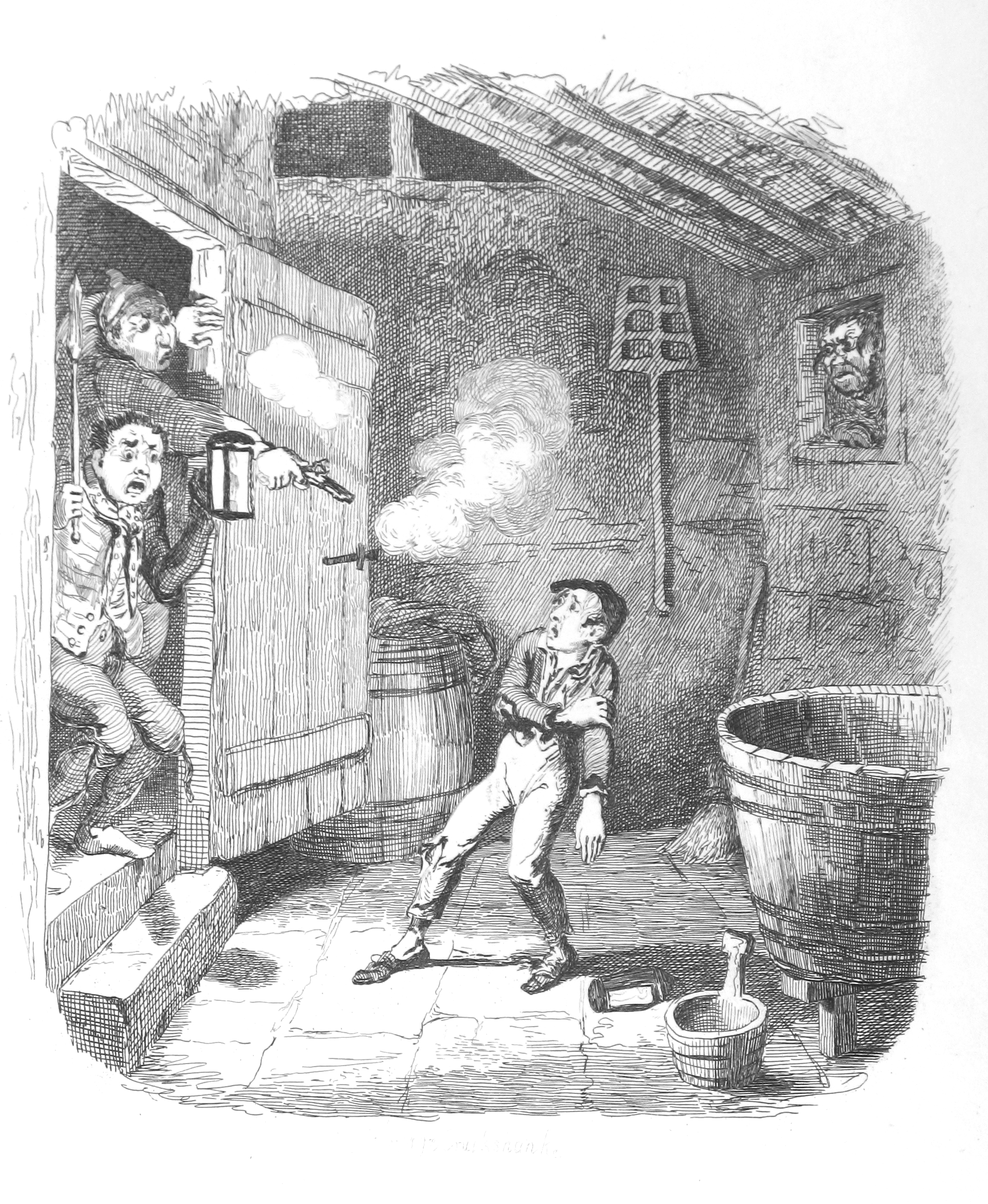
Oliver est blessé lors du cambriolage, par George Cruikshank.

En chemin, Oliver rencontre Jack Dawkins, pickpocket de son état, connu sous le nom de The Artful Dodger (« Rusé matois »), qu'accompagne son acolyte Charley Bates. Oliver, trop naïf pour soupçonner la malhonnêteté de son compagnon, se laisse entraîner à partager son repas et le croit sur parole lorsqu'il lui est assuré qu'à Londres, il est au mieux avec « un respectable vieillard qui te logera pour rien » et « ne te réclamera jamais la monnaie ».
Très reconnaissant pour cette aide inattendue, Oliver suit Dodger jusque dans la « résidence » du « vieux monsieur ». C'est le début, sans qu'il en ait conscience, d'une descente aux enfers dans un monde de délinquants et de criminels que patronne Fagin, un juif sans scrupule, chef de la bande des petits voleurs dont Dodger est le champion. Le voici pris au piège dans l'antre qui leur sert de logis dans Field Lane, l'extension sud de Saffron Hill où, encore ignorant de leurs occupations, il reste convaincu qu'ils confectionnent des mouchoirs et des portefeuilles. Mais voici que son tour est venu de « fabriquer des mouchoirs » ; de sortie avec Dodger et Charley Bates, il découvre avec horreur quelle est sa véritable mission : Dodger et Charley s'emparent du mouchoir d'un vieux monsieur, un certain Mr Brownlow, et prennent aussitôt la poudre d'escampette. Lorsque Mr Brownlow s'aperçoit du larcin, il se retourne et voit Oliver qui, apeuré, tente lui aussi de s'éloigner à la course. Vite rattrapé par la victime avec l'aide de quelques passants, il est conduit devant Mr Fang, officier de police judiciaire, mais au tribunal, Mr Brownlow plaide fermement en sa faveur, se refusant à croire qu'il s'agit vraiment d'un pickpocket. Le propriétaire d'un étal de livres déclare avoir été témoin de la scène et vu Dodger commettre le forfait. À son corps défendant, semble-t-il, le juge est contraint de relâcher l'enfant qui, terrassé par l'angoisse, s'écroule sans connaissance dans la salle d'audience, « étendu sur le pavé, la chemise ouverte, les tempes baignées d’eau fraîche ; il était pâle comme la mort, et un tremblement convulsif agitait tous ses membres ». Mr Brownlow décide de le faire transporter chez lui et, avec l'aide de sa gouvernante Mrs Bedwin, lui apporte les soins appropriés à son état : « La voiture descendit Mount Pleasant et monta Exmouth Street, prenant ainsi à peu près le même chemin qu’Olivier avait suivi le jour de son arrivée à Londres en compagnie du Matois. Arrivée à Islington devant l’hôtel de l’Ange, elle prit une autre direction, et s’arrêta enfin devant une jolie maison près de Pentonville, dans une rue tranquille et retirée. On prépara sur-le-champ un lit, où M. Brownlow fit coucher son jeune protégé ; on y installa Olivier avec une sollicitude et une bonté parfaites ».
Oliver, retrouvant rapidement la santé chez Mr Brownlow, s'épanouit à tant d'inhabituelle bonté. Pourtant, son bonheur est brutalement interrompu par Fagin qui, de crainte d'être dénoncé, décide que le jeune garçon doit revenir dans sa sordide cachette. Un jour que Mr Brownlow envoie Oliver régler une note chez le libraire, une jeune fille répondant du nom de Nancy, déjà rencontrée chez Fagin, s'approche de lui en compagnie de son brutal amant, un truand appelé Bill Sikes, et Oliver se voit en un rien de temps ficelé et ramené dans l'antre du receleur, où aussitôt on le dépouille du billet de 5 £ confié par son bienfaiteur, tout comme de ses vêtements neufs. Au désespoir, il réussit à s'échapper et à rechercher l'aide de la police, mais il est vite rattrapé et ramené sans ménagement par le Matois, Charley et Fagin. Nancy, cependant, le prend en pitié et lui épargne la correction que Fagin et Sikes s'apprêtent à lui administrer.
Pendant ce temps, chez Mr Brownlow, « Les becs de gaz étaient partout allumés ; Mme Bedwin attendait avec anxiété à la porte de la maison ; vingt fois la servante avait couru au bout de la rue pour tâcher d’apercevoir Olivier, et les deux vieux messieurs restaient obstinément assis dans le cabinet, au milieu de l’obscurité, et les yeux fixés sur la montre,,. »
Fagin le garde emprisonné pendant une semaine dans une maison en ruine et infestée de rats, mais compte bien l'amener sur la voie de la délinquance. Pour son premier essai, parce que Sikes et Toby Crackit lui réclament un gamin de petite taille, il le contraint à participer à un cambriolage. Contre son gré et tout en lui promettant de l'aider si faire se peut, Nancy le pousse elle aussi à cet acte, mais Sikes menace de le tuer s'il fait la forte tête, puis l'oblige à passer à travers une étroite fenêtre pour que, de l'intérieur, il ouvre la porte d'entrée. Les choses se passent mal, des coups de feu sont tirés et Oliver est touché au bras ; Sikes le tire hors de la pièce tant bien que mal et l'entraîne avec lui : « Le bruit d’une cloche agitée vivement vint se mêler au fracas des armes à feu et aux cris des gens de la maison. Olivier sentit qu’on l’emportait d’un pas rapide par un chemin raboteux. Peu à peu le bruit se perdit dans le lointain ; un froid mortel le saisit, et il s’évanouit. »
Lorsqu'il reprend conscience, il est tout surpris de se trouver entouré de bons soins par deux adorables dames ainsi que par leur maisonnée : il s'agit des victimes qu'il a, malgré lui, tenté de cambrioler et qu'en réalité, il entendait prévenir de ce qui se préparait, Mrs Maylie et Rose, la splendide nièce orpheline qu'elle a adoptée. Oliver passe un été idyllique à la campagne en compagnie de ces nouveaux anges gardiens qui se sont pris d'affection pour lui.

### Mystère

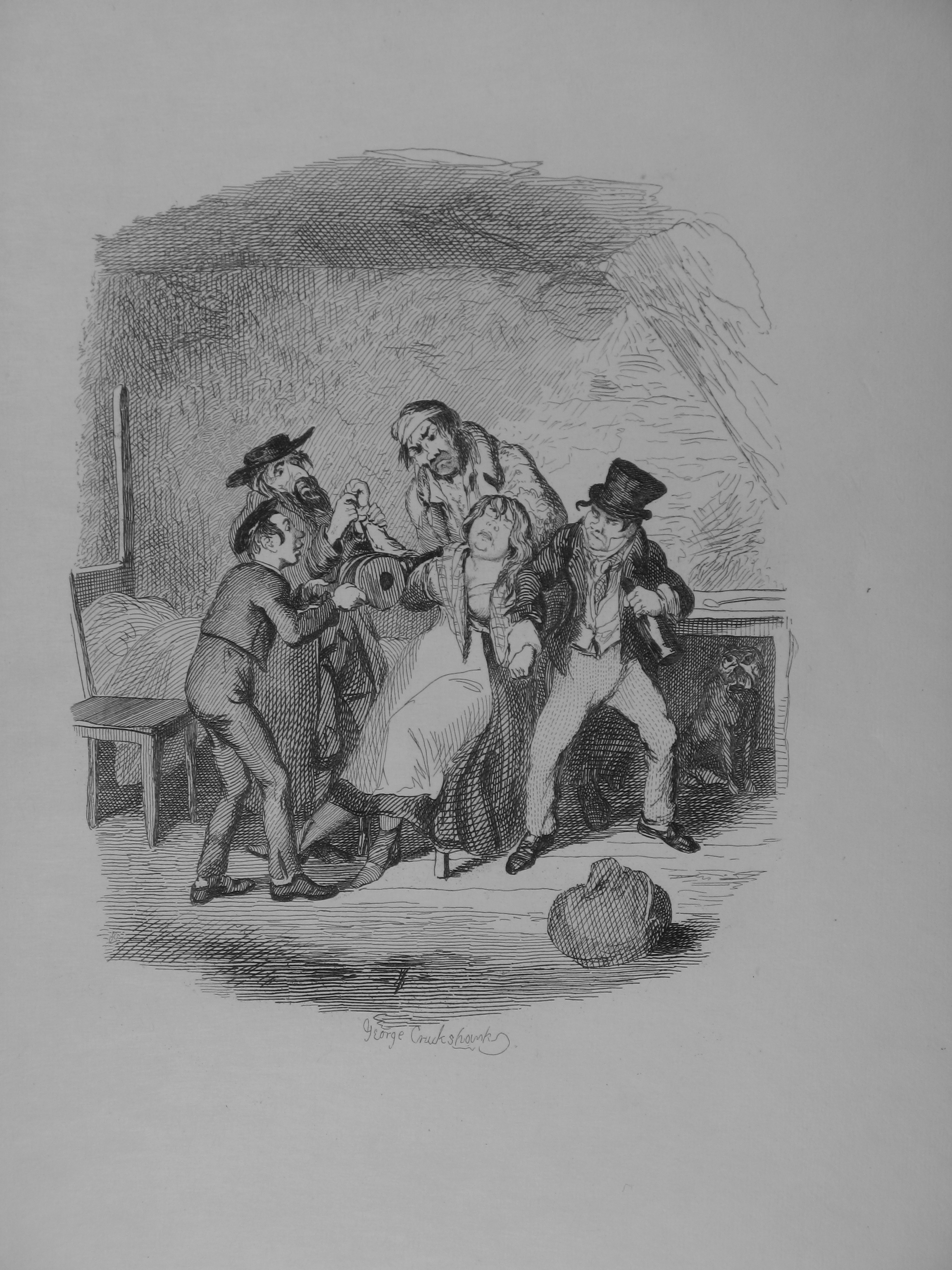
Nancy, entre Bill Sikes et Fagin, par George Cruikshank (1894).

Un certain Monks, dont on ne sait rien, s'est accoquiné avec Fagin, auquel il reproche pourtant de ne pas avoir réussi à faire d'Oliver un criminel, pour salir sa réputation, et les deux hommes se mettent d'accord sur un point : Oliver ne doit jamais rien connaître de son passé. Monks, en effet, serait apparenté au jeune garçon, mais la nature de cette relation reste pour le moment secrète.
Dans la ville natale d'Oliver, Mr Bumble a maintenant épousé Mrs Corney, la riche gouvernante de l'hospice paroissial, mais cette union s'avère désastreuse, avec d'incessantes disputes, et un jour, excédé d'une nouvelle tourmente, Mr Bumble se rend au pub où il tombe sur Monks qui, aussitôt, le questionne sur Oliver. Mr Bumble l'informe qu'en effet, il connaît quelqu'un susceptible, moyennant finances, de lui fournir des renseignements. Une nouvelle rencontre est donc prévue dans le plus grand secret, mais cette fois, avec le couple Bumble, car la source n'est autre que la femme du bedeau. De fait, Mrs Bumble raconte tout ce qu'elle sait, et les trois complices décident de jeter dans la rivière un anneau et un médaillon ayant naguère appartenu à la mère du jeune garçon. De retour chez Fagin, Monks lui rend compte de ce qui s'est passé, mais Nancy, rongée de culpabilité pour avoir contribué au kidnapping d'Oliver et qui a subrepticement surpris la conversation, s'en va aussitôt en avertir ses bienfaiteurs, Mr Brownlow et Mrs Maylie. Elle est au courant des manigances de Monks et Fagin pour s'emparer de l'enfant et en rend compte secrètement à ses amis. Mais un soir, alors qu'elle tente de se rendre chez eux, Bill Sikes la questionne et, n'obtenant pas de réponse précise, lui interdit de sortir. Fagin soupçonne le double jeu de la jeune femme et s'emploie à percer son secret.
Entre-temps, Noah Claypole s'est brouillé avec son patron, Mr Sowerberry le croque-mort, lui a dérobé une somme d'argent et a pris la fuite pour Londres, accompagné de Charlotte, devenue sa fiancée. Sous le pseudonyme de Morris Bolter, il a rejoint le gang de Fagin, dont il espère la protection, et s'est spécialisé dans the kinchin lay, c'est-à-dire le vol sur enfants ; Charlotte, quant à elle, du moins le texte le laisse entendre, s'adonne désormais à la prostitution.

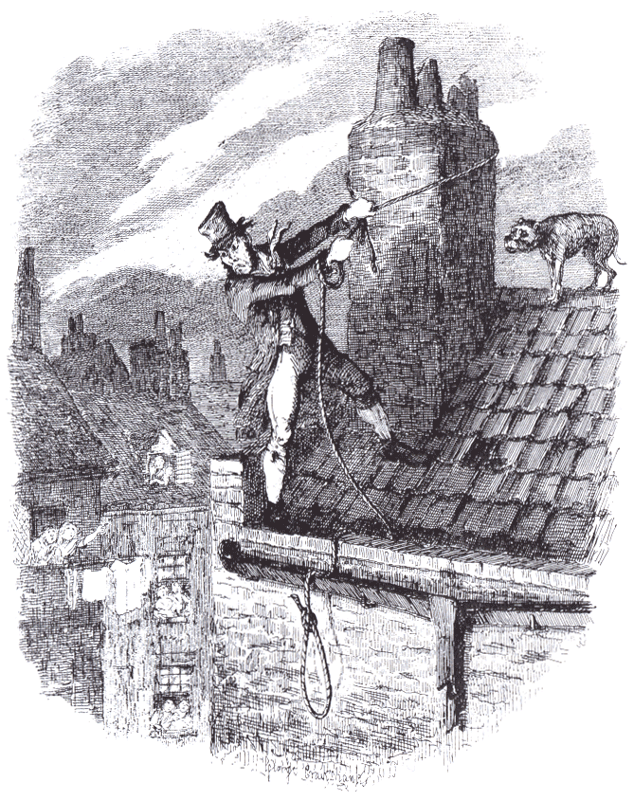
« La dernière chance » : Bill Sikes sur le toit, par George Cruikshank.

Lors du séjour de Noah chez Fagin, le Matois se fait arrêter en possession d'une tabatière d'argent volée ; traduit en justice, ce qui donne à Dickens l'occasion d'une scène particulièrement humoristique, il est condamné à la déportation en Australie. Fagin, toujours de mèche avec Monks, charge Noah d'espionner (dodge) Nancy pour découvrir son secret. Lorsqu'il apprend qu'elle voit régulièrement Mr Bownlow et les Maylie pour protéger Oliver, la rage le pousse à tout raconter à Sikes, mais de telle façon que ce dernier est persuadé qu'elle le trahit lui aussi. Il entre aussitôt dans une colère noire et la bat à mort, puis prend la fuite. Hanté par le fantôme de sa victime et de plus en plus rongé de peur alors que se répand la nouvelle du meurtre dans les campagnes, il regagne Londres dans l'espoir de se trouver une cachette. Peu après son retour, il est reconnu par une foule déchaînée et se pend accidentellement en tentant de lui échapper par un toit.

### Le temps de la rétribution
Mr Brownlow force Monks à divulguer ses secrets : en réalité, il s'appelle Edward Leeford et est le demi-frère d'Oliver du côté paternel. Quoique légitime, il est le fruit d'un mariage sans amour, car celle qu'a vraiment aimée son père, c'est Agnes, la mère d'Oliver. Mr Brownlow, qui en possède un portrait, avait commencé des recherches à son sujet et remarqué une ressemblance frappante avec le jeune Oliver. Quant à Monks, il a passé des années à essayer de retrouver l'enfant de son père, non par affection mais pour s'en débarrasser. Mr Brownlow prie Oliver de lui céder la moitié de son maigre héritage, de façon à lui offrir une nouvelle chance, ce à quoi le jeune homme n'est que trop heureux d'acquiescer.
Monks émigre ensuite en Amérique mais y gaspille son argent, retombe dans la délinquance et finit par mourir en prison. Fagin, lui, est arrêté et condamné à la potence. La veille de son exécution, Oliver et Mr Brownlow vont le voir dans sa cellule à Newgate. Terrorisé par la perspective de ce qui l'attend, il reste prostré, perdu dans des rêveries sans fin et en proie à une forte fièvre. Lorsque ses visiteurs s'apprêtent à partir, il s'accroche à Oliver et « les deux gardiens se saisirent de lui, lui firent lâcher Olivier et le repoussèrent vers le fond de la cellule. Il se mit à se débattre et à lutter avec l’énergie du désespoir, en poussant des cris si perçants que, malgré l’épaisseur des murs, M. Brownlow et Olivier les entendirent jusque dans la rue.

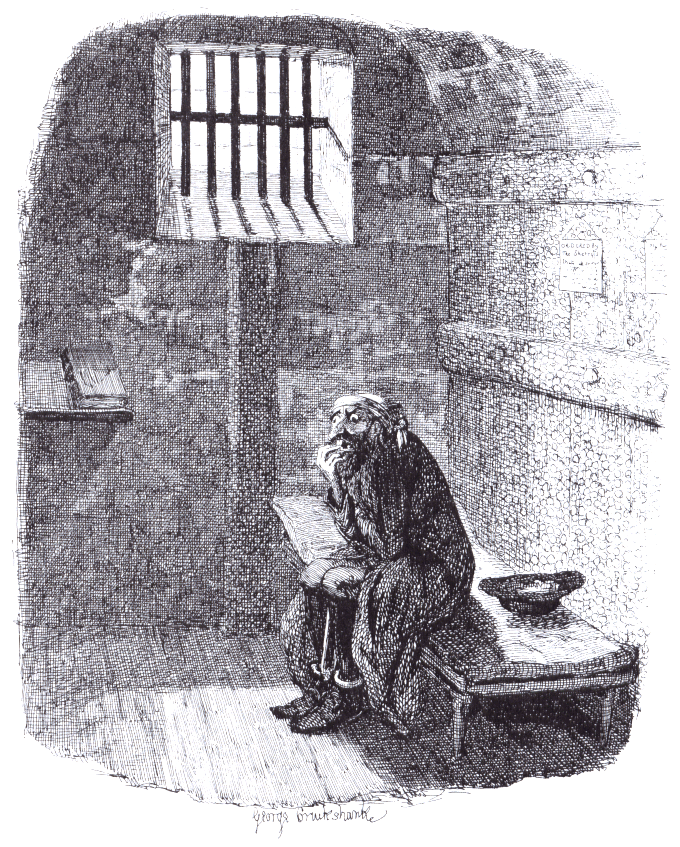
Fagin dans sa cellule, par George Cruikshank.

Ils ne purent quitter la prison sur-le-champ, car Olivier était presque sans connaissance après cette horrible scène, et si faible que, pendant plus d’une heure, il ne put se soutenir.
Il commençait à faire jour quand ils sortirent ; il y avait déjà foule sur la place ; les fenêtres étaient encombrées de gens occupés à fumer ou à jouer aux cartes pour tuer le temps ; on se bousculait dans la foule, on se querellait, on plaisantait : tout était vie et mouvement, sauf un amas d’objets sinistres qu’on apercevait au centre de la place : la potence, la trappe fatale, la corde, enfin tous les hideux apprêts de la mort. »

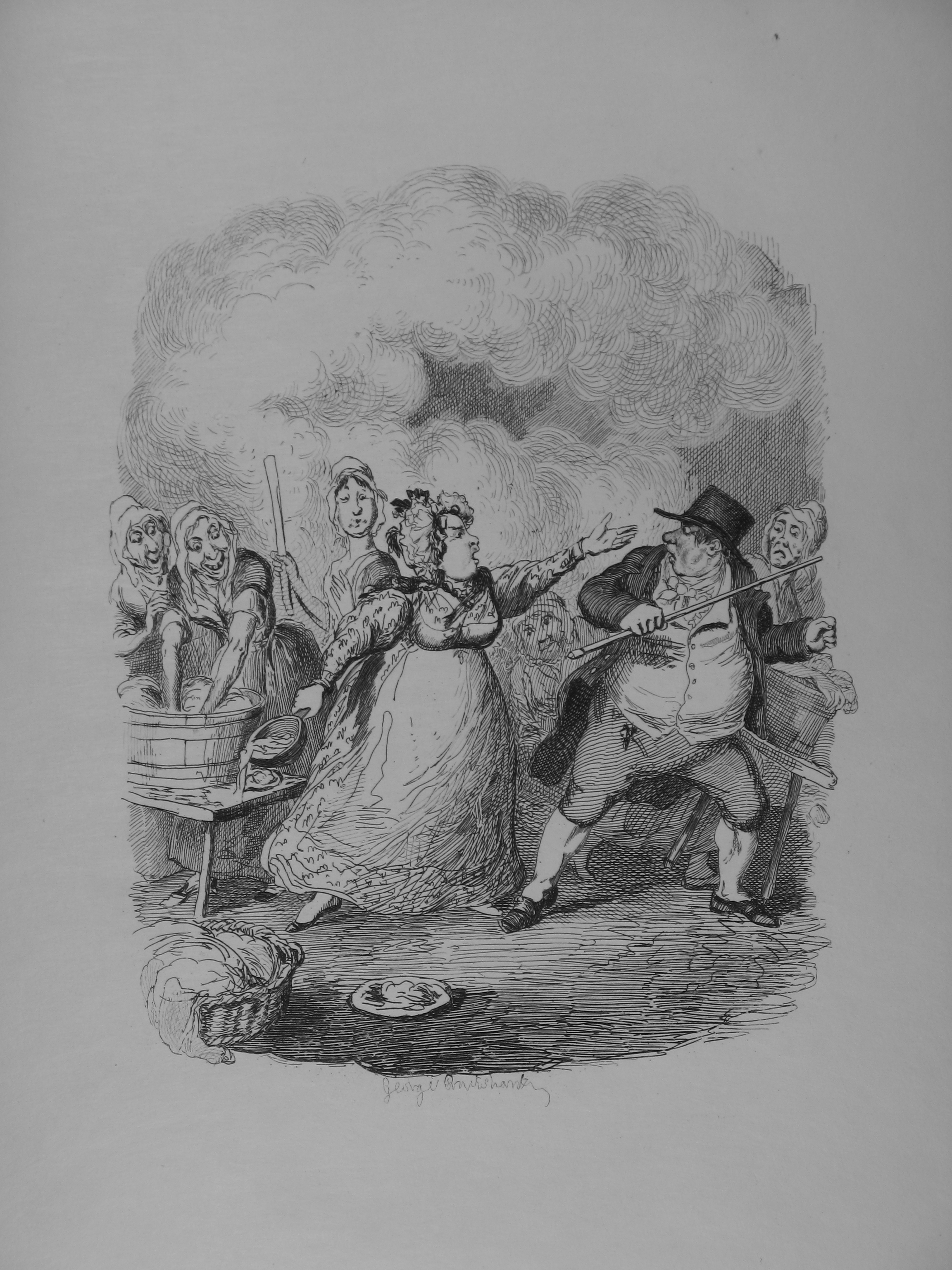
Bumble est malmené par les résidents de l'hospice, George Cruikshank.

Rose Maylie, qui s'avère être la sœur d'Agnes, donc la tante d'Oliver, épouse Harry qu'elle aime depuis longtemps. Oliver, lui, coule une existence heureuse auprès de son bienfaiteur, Mr Brownlow. Noah devient un informateur semi-professionnel rétribué de la police. Les Bumble perdent leur emploi et finissent à la charge de la paroisse dans l'hospice même où ils régnaient naguère en maîtres. Enfin, Charley Bates, que le meurtre de Nancy par Sikes a révulsé, se convertit à l'honnêteté, part travailler à la campagne et devient un prospère sujet du Royaume.

## Sources et contexte
Oliver Twist peut être considéré comme le premier roman victorien, puisque sa parution en feuilleton avait atteint le huitième chapitre lorsque la reine accéda au trône le 20 juin 1837.
Le coup de génie de Dickens aura été de placer un enfant au centre de l'histoire, adaptant ainsi au monde contemporain la conception wordsworthienne de l'enfance comme « état particulier ». De plus, comme l'écrit Brian Cheadle, en se servant d'emblée de cet enfant, persécuté dans un hospice pour pauvres, comme vecteur d'une attaque contre les institutions, les usages et les abus, il inaugure solennellement la veine de la fiction à vocation sociale ; il donne une voix aux sans-voix et fait d'Oliver une icône d'injustice, victime de la charité officielle, de l'église et de la loi, ce qu'il appelle au chapitre 2, « un système continuel d'inhumanité ».

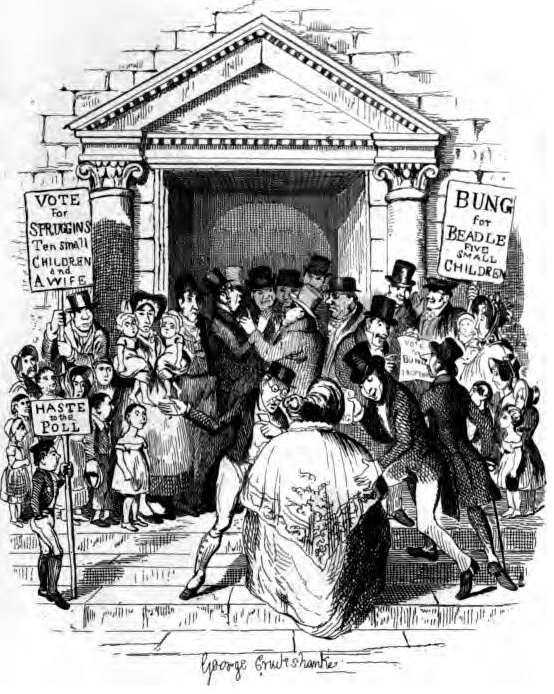
Esquisses de Boz, l'élection du nouveau bedeau, par George Cruikshank.

L'association artistique entre Dickens et Cruikshank apparaît comme inscrite dans la veine de William Hogarth, d'autant que le sous-titre comprend le mot « Voyage » (Progress). Cruikshank, quant à lui, voit en cette histoire une sorte de nouveau « Voyage de Francis Goodchild », partie de la série parue en 1747, Industry and Idleness. De plus, la description des bas-fonds londoniens dans Esquisses de Boz, déjà fruit de la même collaboration, annonce Nancy dans « Le Patient de l'hôpital », Le Matois dans « La Cour d'assises » et Fagin dans « Visite à Newgate ». Enfin, la tendance allégorique du récit évoque Le Voyage du pèlerin de Bunyan.
Le portrait de Rose Maylie doit beaucoup au souvenir idéalisé de Mary Hogarth, et Dickens puise dans ses cauchemars de la manufacture de cirage pour concevoir l'antre de Fagin, nom emprunté à un petit compagnon alors côtoyé, Bob Fagin. Son expérience de reporter au Morning Chronicle a inspiré la scène du « procès » d'Oliver devant Mr Fang, personnage copié sur le « notoirement sévère » magistrat Allan Stewart Laing. Quant à la Nouvelle loi sur les pauvres de 1834, il en avait rendu compte lors des débats au Parlement et avait participé aux multiples protestations qu'elle avait suscitées pendant le rude hiver de 1836-1837. La violente satire assénée dans les premiers chapitres vise l'idéologie qui la sous-tend, l'utilitarisme de Jeremy Bentham (1748-1832) et le malthusianisme de Thomas Malthus (1766-1834). Enfin, la raillerie des signes de pouvoir représentés par l'habillement témoigne de l'influence du Sartor Resartus (1836) de Thomas Carlyle (1795-1881).
La familiarité de Dickens avec le théâtre trouve son écho dans Oliver Twist, sans doute le plus mélodramatique de ses romans, chargé d'une rhétorique souvent ronflante, d'une gestuelle exacerbée, avec une intrigue au dénouement invraisemblable et des personnages dont la polarisation morale est issue des planches. De plus, le bedeau Bumble a son ancêtre dans « Notre paroisse », l'une des vignettes d'Esquisses de Boz : « Le bedeau de la paroisse est l'un des plus importants, peut-être le plus important des membres de l'administration locale […] Son pouvoir est immense […] et la dignité de sa fonction n'est jamais entamée par une absence d'effort de sa part pour la confirmer. »

## Personnages
Oliver Twist est loin d'être l'un des romans les plus peuplés de Dickens, avec des personnages principaux ne dépassant pas la dizaine et, de plus, certaines identités et relations restant mystérieuses pratiquement jusqu'à la fin. Beaucoup ne font qu'apparaître sans laisser leur marque sur l'intrigue ou le schéma, s'en allant comme ils sont venus. Les acteurs du drame gravitent tous, directement ou non, autour du héros central, Oliver Twist, figure plutôt passive, ne serait-ce, au début, qu'en raison de son âge, mais, semble-t-il, à jamais caractérisé par l'innocence attribuée aux enfants, et ce sont donc ces personnages qui nouent et dénouent les fils de l'histoire.

### Recensement
Chaque épisode correspond à un lieu différent : d'abord une ville de province au nord de Londres, sans doute Northampton, puis les bas-fonds de Londres, enfin le quartier calme et huppé de la capitale où réside Mr Brownlow et la campagne avoisinante chez Mrs et Rose Maylie.
Chaque groupe est dominé par une figure centrale, Mr Bumble pour l'hospice, Fagin pour le gang et Rose Maylie à la fin.

#### L'hospice et le croque-mort
- Oliver Twist : fils d'Edwin Leeford et d'Agnes Fleming, présumé orphelin, enfant doux, aimable et reconnaissant, qui « loin de manquer de sensibilité, en avait au contraire une trop forte dose[58] », et « bien qu’[…] élevé par des philosophes, […] ne connaissait pas leur admirable axiome, que la conservation de soi-même est la première loi de la nature[59] ». Son identité est l'un des mystères du roman.
- Sally Thingummy (Old Sally) : vieille femme pensionnaire de l'hospice où elle mourra. Elle a assisté à la naissance d'Oliver, mais « dans un état vaporeux dû à une inhabituelle ration de bière ».
- Agnes Fleming : mère d'Oliver, fille d'un officier de marine à la retraite, trouvée mourante dans la rue, « sans qu'on sache d'où elle venait ni où elle allait ». Elle a rencontré Mr Leeford dont elle s'est éprise, mais a fait le choix de mourir anonymement dans un hospice pour ne pas salir la réputation de sa famille.
- Mr Leeford, père d'Oliver et de Monks, décédé avant que ne commence l'histoire narrée dans le roman. Homme intelligent et de caractère, sa famille l'a forcé à épouser une riche héritière qu'il n'aimait pas et dont il a fini par se séparer. C'est alors qu'il rencontre Agnes avec qui il entretient une liaison illicite. Il voulait fuir l'Angleterre avec son amante, mais la maladie et la mort l'en ont empêché.
- Mrs Mann : femme déjà âgée, responsable d'une baby farm où Oliver passe ses neuf premières années, qui détourne à son propre usage la plus grande partie du secours hebdomadaire alloué pour ses petits pensionnaires.
- Little Dick : compagnon d'Oliver à la « ferme » pour enfants.
- Mr Bumble : pompeux bedeau de la paroisse et appariteur de l'hospice où naît Oliver, arborant en toutes occasions son immense bicorne, symbole de son autorité, dont, bien qu'il prêche sans cesse la charité chrétienne, il abuse avec rudesse, voire cruauté. Après des déboires conjugaux consécutifs à un mariage tardif avec Mrs Corney, il fait faillite et revient avec elle à l'hospice comme pensionnaire.
- Mr Limbkins : président du bureau d'administration de l'hospice paroissial.
- Mrs Corney, gérante de l'hospice où naît Oliver, hypocrite, dure et intéressée. Après avoir épousé Mr Bumble, elle a pour principale occupation de le persécuter.
- The Workhouse Master (Le Maître de l'hospice) : employé chargé entre autres de servir le gruau quotidien.
- Mr Gamfield : ramoneur connu pour sa méchanceté, désireux de prendre Oliver comme apprenti, ce qui lui est, après les supplications du petit garçon, finalement refusé.
- Mr Sowerberry : croque-mort de la paroisse, chez qui Oliver est placé comme apprenti.
- Mrs Sowerberry : femme du précédent, acariâtre et méchante, qui prend Oliver en grippe, surtout parce que son mari, pense-t-elle, n'est pas assez rude envers lui.
- Noa Claypole : résident de l'hospice placé chez Sowerberry, qui harcèle Oliver et rejoint plus tard le gang de Fagin sous le nom de Morris Bolter.
- Charlotte : bonne à tout faire des Sowerberry, mal tenue et agressive, qui, pour plaire à Noé Claypole dont elle s'est entichée, s'acharne contre Oliver.

#### Fagin et son gang
- Fagin : chef du gang des pickpockets, vieux juif roux au visage desséché. Il finira à la potence.
- John (Jack) Dawkins (le filou): The Artful Dodger, l'élève le plus distingué de Fagin, brillant pickpocket, toujours sale et vêtu de hardes bien trop grandes pour son âge. Sa conversation est un feu d'artifice de bons mots et, lors de son procès, il fait un brillant réquisitoire contre les institutions du Royaume, en particulier, la justice.
- Barney : complice de Fagin, lui aussi juif.
- Toby Crakit, comparse assez peu doué de Fagin et de Sikes, qui participe à la tentative de cambriolage de la maison de Mrs Maylie.
- Charles Bates (Charley) : membre de la bande de Fagin, célèbre pour ses tonitruants éclats de rire.
- Betsy (Bet) : autre membre de la bande de voleurs, maintenant prostituée.
- Nancy : jeune femme et femme de Bill Sikes. D'abord jouissant de toute la confiance des chefs de bande, elle se prend d'amitié pour Oliver et en meurt sous les coups de son compagnon . En dépit de ses activités délinquantes, c'est l'un des plus grands cœurs du roman.
- Bill Sikes : cambrioleur professionnel qui s'est élevé sous la houlette de Fagin. À la fois tendre et brutal, il martyrise son chien auquel, pourtant, il porte une certaine affection ; de même, ses sentiments envers Nancy sont réels, mais sa violence le pousse à la battre à mort lorsqu'il croit qu'elle l'a trahi.
- Bull's Eyes (« Mille » [centre d'une cible]) : chien de Bill Sikes, qui se conduit exactement comme son maître et en devient une sorte d'alter ego.
- Monks, jeune homme maladif et méchant, la proie de violents accès de colère et d'une haine aussi tenace qu'inexplicable. Il complote avec Fagin pour salir la réputation d'Oliver dont il s'avérera être le demi-frère.
- La mère de Monks : riche héritière dont le style de vie décadent a eu raison de son mariage avec Mr Leeford. Elle s'est employée à détruire le testament de son mari qui laissait à Oliver une partie de ses biens.
- Mr Fang : officier de police judiciaire, dur, ambitieux et injuste, président du tribunal qui juge Oliver.
- Le libraire : propriétaire d'un étal de livres, qui témoigne lors de l'enquête sur le vol à l'encontre de Mr Brownlow.
- Duff et Balthers : les deux policiers chargés de l'enquête sur le cambriolage de la demeure de Mrs Maylie.

#### Les protecteurs d'Oliver
- Mr Brownlow : très respectable bourgeois au grand cœur, qui prend Oliver sous sa protection.
- Mr Grimwig, ami au grand cœur de Mr Brownlow, mais à jamais pessimiste et grincheux.
- Mrs Bedwin, gouvernante pétrie de bienveillance de Mr Brownlow, qui refuse de prendre pour argent comptant le rapport défavorable que fait Mr Bumble sur Oliver.
- Rose Maylie : sœur d'Agnes Fleming, élevée par Mrs Maylie après la mort de son père. Belle, pleine de compassion, toujours prête à pardonner, elle est la vertu incarnée. Elle entretient avec Oliver une longue et affectueuse relation bien avant qu'ils apprennent leur parenté.
- Mrs Maylie : vieille dame riche, douce et pleine de bonté. Elle est la mère de Harry Maylie et la tante adoptive de Rose.
- Harry Maylie : jeune homme flamboyant qui entretient l'ambition de réussir en politique, mais finit par renoncer à ses projets pour épouser Rose.
- Mr Losberne : docteur des Maylie, célibataire endurci au caractère coléreux mais bienveillant. Sa loyauté envers les Maylie et, plus tard, envers Oliver, est à toute épreuve.
- Mr Brittle : homme à tout faire des Maylie, atteint d'un léger handicap mental.

### Identité littéraire
Beaucoup des noms choisis par Dickens sont, à eux seuls, des portraits, sauf celui de Fagin, plutôt passe-partout. Pour ne donner que quelques exemples, Mr Bumble tient de la bulle (bubble) qui finira par crever, de l'abeille (bumble bee) qui s'agite en tous sens ; Mr et Mrs Sowerberry évoquent une baie sauvage et acide (sour) ; Mr Grimwig se traduit littéralement par « Perruque grincheuse » et Mr Brittle par « Friable ». Quant à Mrs Thingummy qui, il est vrai, joue un rôle très mineur, elle s'appelle tout simplement madame Machin (thingummybob).

#### Riches et pauvres
Les personnages se sont imposés en réponse à certaines données du schéma retenu par Dickens, en particulier l'opposition totale entre deux mondes, celui des pauvres et celui des riches.
Cependant, à la différence de presque tous les romans qui vont suivre, les riches n'y persécutent pas les pauvres, bien au contraire, il leur arrive même de leur porter secours ; la persécution s'exerce à l'intérieur du monde des pauvres qui, comme l'a montré Hillis-Miller, comprend le groupe des opprimés et celui des oppresseurs. Les riches, eux, semblent épargnés par les conflits et même, dans une certaine mesure, immunisés contre la réalité ambiante qui ne les rattrape, d'ailleurs sans les altérer, que lorsque l'action les force à agir pour défendre Oliver, devenu leur protégé.
Semblable configuration appelle en fait trois types d'individus : les mauvais et les bons, mais aussi les intermédiaires, c'est-à-dire ceux qui, par leur naissance ou leurs sentiments, relèvent du monde des bons, mais se sont trouvés, tel Oliver, comme prêtés à celui des méchants ; il en existe d'autres qui appartiennent aux méchants mais se voient, vers ou à la fin du roman, plus ou moins récupérés par le monde des bons : tel est le cas de Nancy, et même, d'un certain point de vue, du Matois et de Noah Claypole. Au monde des irréductibles méchants appartiennent donc Fagin, Sikes, Monks et quelques comparses du crime ; dans celui des immuables bons figurent Mr Brownlow et ses satellites, les Maylie.
Ces classifications demeurent rigides, car, mis à part Oliver qui sert de dénominateur commun, il existe bien peu de communication entre les deux mondes. Certes, il arrive que certains personnages « blancs » s'abaissent à de viles actions, comme Mr Brownlow qui excite la foule ; il est également certain que tous les méchants rencontrent la souffrance, ce qui leur confère l'auréole du martyre, et, in fine, permet un certain nivellement des êtres. Mais il s'agit là d'une réaction sentimentale sciemment suscitée chez le lecteur et non directement issue de leur psychologie, comme plaquée en vernis. En fait, à chaque catégorie de personnages correspond une psychologie, sinon profonde, du moins bien déterminée.

#### Le groupe des «méchants»

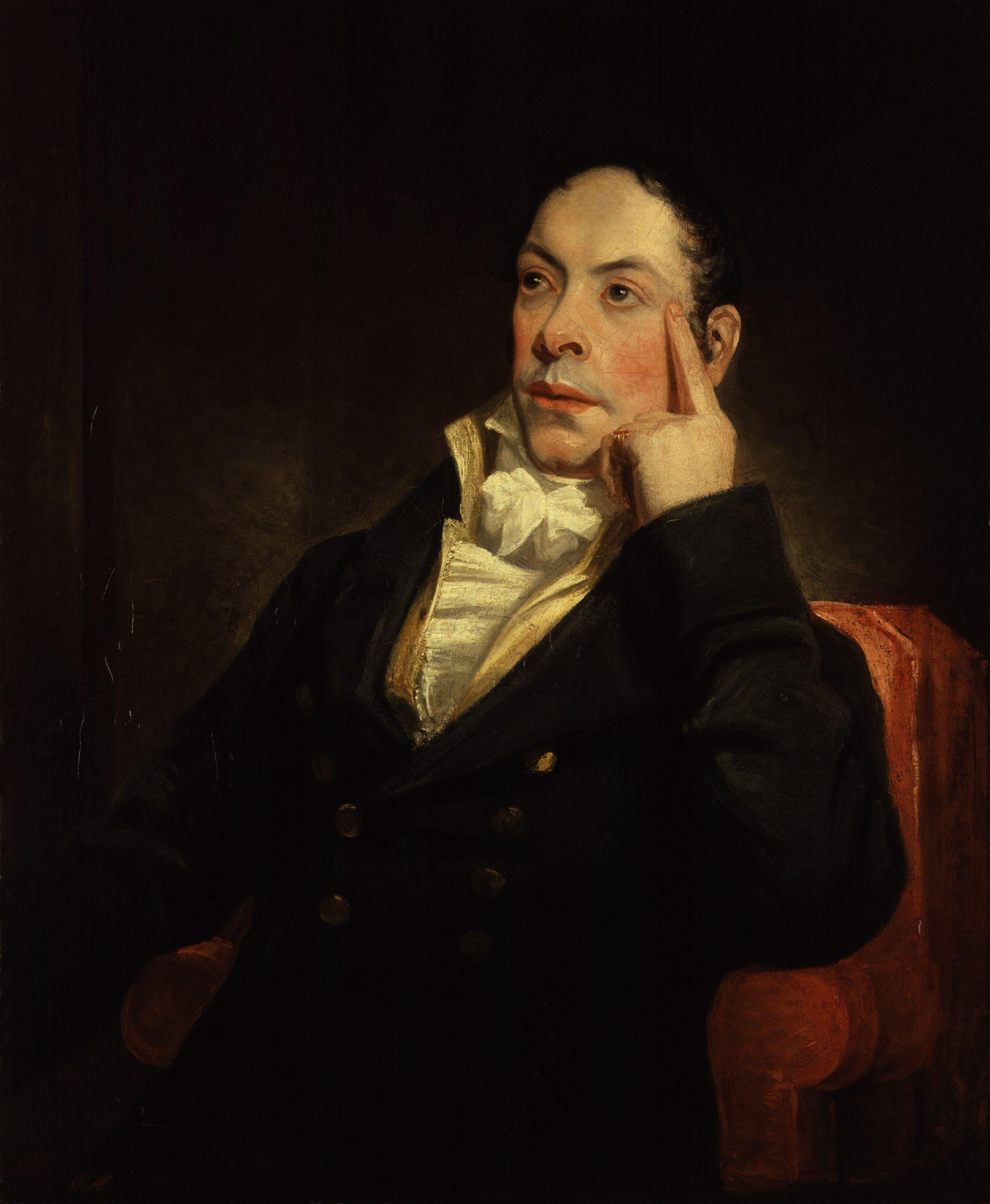
Matthew Gregory Lewis par Henry William Pickersgill.

Le groupe des mauvais se caractérise par une noirceur aussi totale que définitive, tous « gens caractérisés par un satanisme de mélodrame, à fleur de peau et de lèvres, ténébreux et sanglant à souhait ». Être en compagnie de Fagin, de Sikes, de Monks, c'est entrer dans un univers de rictus, de grimaces et d'imprécations. Le personnage de Monks semble imprégné d'une diabolisation bon teint, mais Dickens a forcé la dose : son diable est un démon de littérature, emprunté à Matthew Gregory Lewis (1775-1818), connu sous le surnom de « Monk Lewis » depuis la publication en 1796 du fantastique et scandaleux The Monk. Fagin, lui, semble sortir en droite ligne de l'Histoire politique du Diable (1726) de Daniel Defoe, d'où il tire même son appellation, The Merry Old Gentleman (« Le joyeux vieux monsieur ») ; et il n'est jusqu'à Charley Bates qui n'appartienne à la même famille, puisque Sikes, pourtant peu imaginatif, forge pour lui la remarquable désignation Hell-Babe (« Bébé d'enfer »).

#### Le groupe des «gentils»

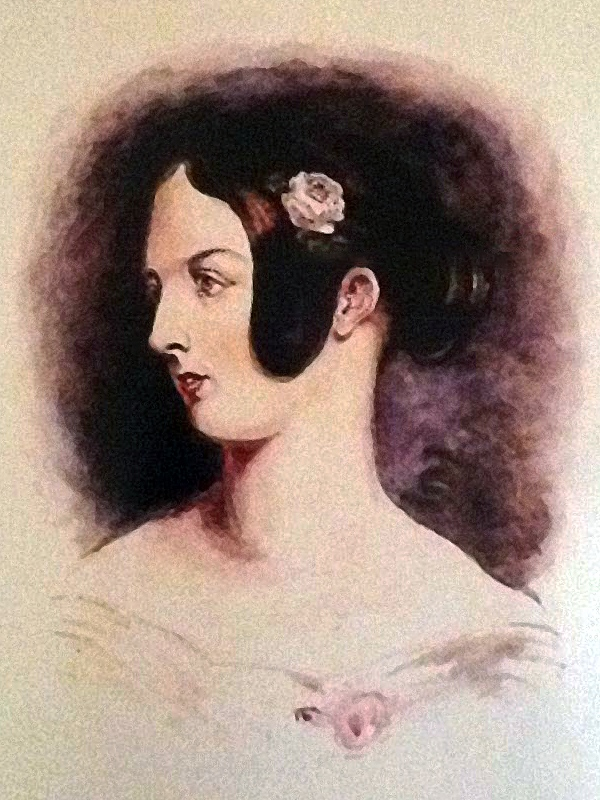
Mary Scott Hogarth à 16 ans.

Avec le groupe des bons, l'image change de couleur, mais les contours en restent tout aussi accusés, comme en négatif, si bien que les critiques ont parlé d'insignifiance, de fadeur à propos de Mr Brownlow et de Harry Maylie, jugés sans caractère véritable, sans mystère ni nuance. Monod va jusqu'à dire qu'un seul trait peut « sauver » ce groupe de personnages, c'est que certains ont une résonance autobiographique. Par exemple, la maladie et la mort prématurée, survenue le 7 mai 1837, de Mary Hogarth, belle-sœur de Dickens, trouvent leur écho dans la création de Rose Maylie, figure angélique destinée à représenter la pureté, l'innocence et la beauté, mais que Dickens associe sans cesse au thème de la mort. Comme son prototype, quoique moins tragiquement puisqu'elle survit, elle subit l'épreuve d'une grave maladie, épisode totalement inutile à l'action. Si bien que Monod peut ajouter : « [E]lle est parfaite, et parfaitement vague, comme peut l'être le souvenir idéalisé d'un être aimé et disparu. » Dans ce sillage, la longue digression de Harry Maylie, au chapitre 35, sur les affres d'angoisse ressenties apparaît, elle aussi, comme une parenthèse sans incidence sur le déroulement des faits, mais, « revanche fictive sur un destin qu'il n'a jamais accepté », surimposée par l'auteur pour revivre sa propre souffrance par procuration.

#### Le groupe des «intermédiaires»
Les personnages intermédiaires ne bénéficient pas d'une richesse psychologique plus accusée. En témoigne le cas du héros, Oliver. Nul ne s'est soucié de son éducation morale, religieuse ou intellectuelle, et pourtant il parle avec raffinement, sans faute de grammaire, ni tournures familières, ni argot ; il sait d'instinct où est le bien et ne s'en éloigne jamais ; il est capable de prier et même de prêcher ; bref, il semble tout savoir et tout comprendre alors qu'il n'a jamais étudié ni fréquenté des personnes à son image jusqu'à sa rencontre avec Mr Brownlow et, plus tard, celle des Maylie. Les exceptions sont rares et il y faut l'exigence de l'action : alors, Dickens en fait, pour quelques instants, un garçon stupide et borné, comme lorsque Sikes l'entraîne à Chertsey ; ce n'est qu'au dernier moment, la main dans le sac, qu'il s'aperçoit que le cambriolage n'est pas un pique-nique vertueux, et ouvre des yeux horrifiés.
Le cas de Nancy est plus complexe, car elle n'est pas d'une seule pièce et évolue au cours du roman. Voleuse et prostituée, encore que cela ne soit jamais dit mais suggéré par des périphrases, elle appartient au monde des méchants tout en ressentant douloureusement que celui des gens de bien lui est fermé, mais elle essaie tout de même, vaguement et confusément, de s'en rapprocher. Cependant, son cas se trouve vicié par l'intervention d'un ange venu sur terre en la personne de Rose Maylie : ce n'est pas la société, en effet, qui lui tend une main secourable, mais une sorte d'aide surnaturelle, surgie comme par miracle. Il n'en demeure pas moins que cette pécheresse meurt à genoux, spirituellement sauvée in extremis par un bout de prière à fleur de lèvres lors d'un spasme d'agonie. Le langage qu'elle emploie après sa rédemption reste, juge Monod, « artificiel et faux ». Comme l'écrivait Thackeray à ce propos : « Puisqu'aucun écrivain ne peut ou n'ose dire toute la vérité à leur sujet, et expliquer loyalement leurs vices, il n'est nullement nécessaire de faire des déclarations ex parte sur leur vertu,,. »

### Caractérisation
La méthode employée par Dickens est traditionnelle au début du XIXe siècle ; héritée de Fielding plutôt que de Jane Austen, c'est la vision des personnages de l'extérieur, correspondant à une conception « autocratique » du roman, selon laquelle l'auteur, camouflé ou non derrière son narrateur, est constamment aux commandes et réduit son arsenal essentiellement au portrait et au dialogue. Dickens a l'habitude, depuis ses premiers écrits, de plier les êtres à sa volonté et de les réduire en choses, les morcelant jusqu'à les priver de leur réalité vivante, puis de les reconstruire en accusant un trait, geste, tic de langage ou habitude insolite : ainsi, Mr Bumble, le bedeau-appariteur, caresse son tricorne, Mr Grimwig offre de « manger sa tête » et donne un coup de canne par terre, Fagin rit d'un rire « démoniaque » et Brittle, valet de trente ans, se fait, quoi qu'il arrive, traiter de « petit garçon » (boy), cela jusqu'au dernier chapitre. Sylvère Monod trouve le procédé peu naturel : « Parce que ce trait lui paraît d'une irrésistible cocasserie, écrit-il, Dickens s'imagine, non seulement que le lecteur ne pourra manquer de partager son amusement, mais encore qu'il ne se lassera d'aucune répétition. »
Il porte là un jugement de valeur que la critique plus moderne tend à éviter, préférant considérer que l'aspect comique de ces êtres caricaturaux jusqu'à la difformité peut avoir valeur de révélation. D'ailleurs, Monod lui-même atténue sa sévérité dès lors qu'il considère le personnage de Mr Bumble, dont il qualifie le comique de « beaucoup plus riche » : Bumble, écrit-il, « ne pense qu'à la paroisse, ne vit que par elle et pour elle, ne parle que d'elle. Il croit sincèrement à son importance suprême et à sa dignité. Il en représente tous les travers : la cruelle dureté et la fausse bonhomie, l'affectation de bonté paternelle et l'indifférence à la souffrance des humbles ». Paul Davis, lui, trouve une certaine complexité dans les personnages de Fagin, du Matois et, mais la trame du roman le veut ainsi, de Nancy. Fagin a parfois été considéré comme un simple stéréotype antisémite : certes, il est issu de cette tradition, mais si Dickens semble l'avoir d'abord acceptée sans broncher, il s'est montré sensible aux critiques et non seulement a révisé son texte dans les éditions successives, mais inclut dans L'Ami commun Riah, « si gentil qu'il en est à peine crédible », signe en tous les cas qu'il a désiré redresser le tort commis. Pour autant, juge Davis, le personnage transcende le stéréotype en ajoutant une dose d'empathie à son satanisme : sa relative gentillesse envers Oliver s'oppose à l'inhumanité tatillonne des officiels, les administrateurs de la loi sur les pauvres. Quant au Matois, si sa délinquance appelle à coup sûr la punition, ses vêtements démesurément grands montrent assez qu'il n'est qu'un enfant forcé à des responsabilités d'adulte par une société négligente et abusive. Nancy, elle, est un cas à part, à la fois attachée à Oliver et loyale envers Sikes, contradiction que Dickens lui-même souligne dans sa préface de 1841, « une anomalie, voire une impossibilité, mais une vérité ».
En définitive, le comportement machinal des personnages finit par devenir psychologiquement valable, l'inconscience d'une attitude stéréotypée s'avérant comme la marque d'une conscience malade ou déformée par un travers. Ainsi Mr Bumble est-il individualisé de façon presque agressive par le mal qu'il porte en lui, non pas, explique Paul Davis, d'ordre métaphysique comme chez Sikes ou Fagin, mais « terrestre » à souhait (earthly), ce qui le pousse, en toute occasion, « à se servir en servant les puissants, et à brimer les pauvres en prétendant les sauver » ; il faudra attendre la dernière partie du roman pour assister à sa chute, déboires conjugaux et retour au bercail, mais cette fois dans le rôle inverse du précédent, encore que le lecteur peut ressentir, ajoute Ella Westland, comme une gêne compatissante à sa chute, tant son tricorne était devenu familier et sa superbe envoûtante, « à quoi s'ajoute une dose de regret pour sa tonitruante rhétorique aujourd'hui dégonflée ».

## Schéma et récit
John Hillis-Miller a montré que, chez Dickens, existent conjointement un schéma de valeurs (pattern) et une intrigue ou récit (terme employé par N. Elmahil) (plot) dont la correspondance n'est pas toujours totale . Tel est le cas dans Oliver Twist qui, à bien des égards, révèle des tensions entre l'un et l'autre.

### Schéma
Dans sa préface à la troisième édition (1841), Dickens écrit que son propos est de « montrer dans le petit Oliver, le principe du Bien survivant à de multiples formes d'adversité et finissant par triompher. ». Le « Bien » , ici, relève du postulat de l'innocence enfantine, central dans le corpus dickensien et victorien, mais il commence par se définir en fonction du Mal qui l'assaille, c'est-à-dire négativement.

#### Les manifestations du Mal

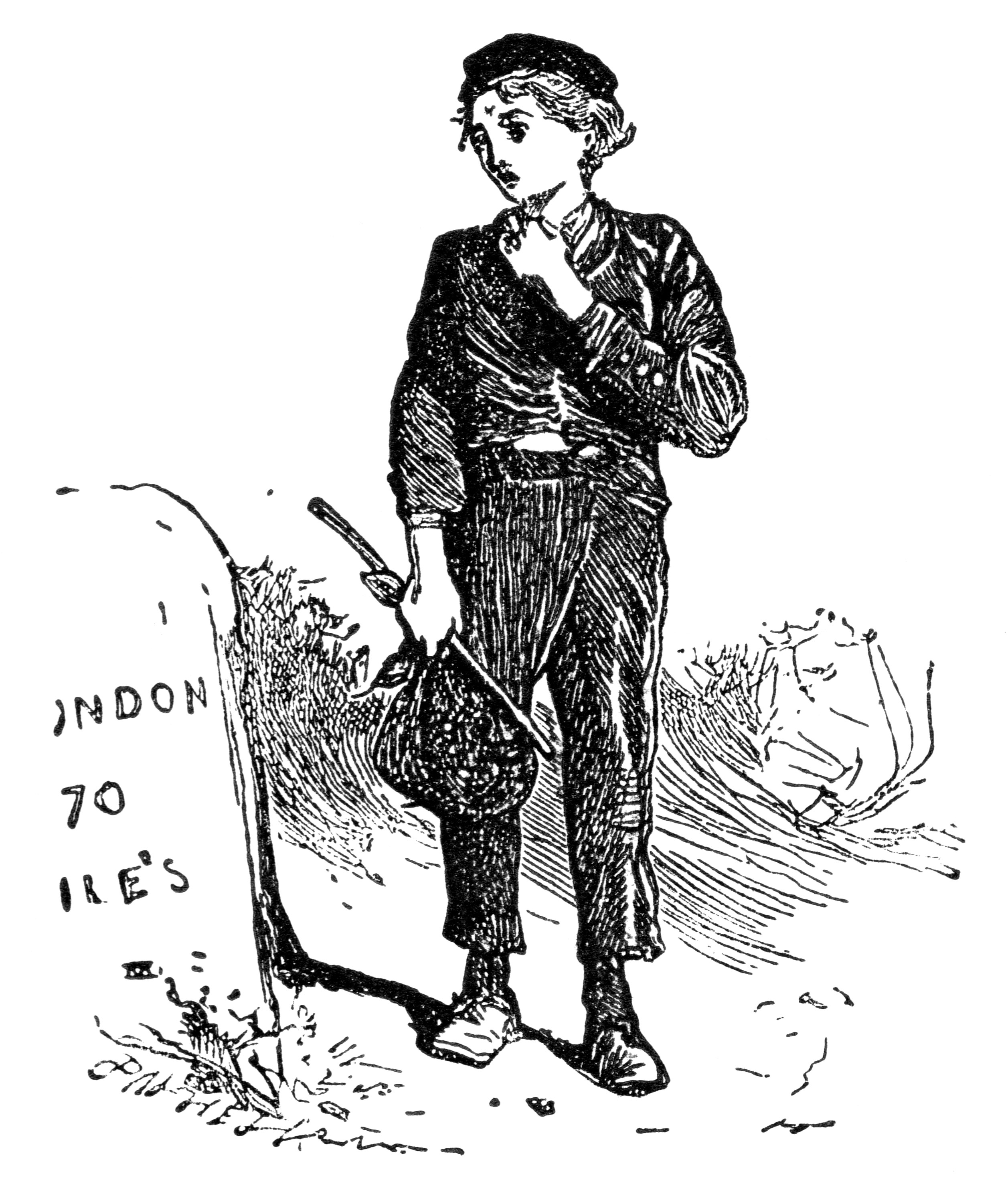
Oliver devant la borne indiquant le chemin de Londres.

Le Mal s'impose d'abord sous la forme de la paupérisation, résultat d'un système de valeurs qu'évoque Dickens au chapitre 4 sous le nom de « philosophie expérimentale », en fait le radicalisme philosophique ayant inspiré les nouvelles lois sur les pauvres, : en décrivant l'univers des hospices pour pauvres, Dickens ne fait pas œuvre d'historien, mais réduit à ses valeurs essentielles un système philosophico-politique qu'il incarne en Mr Bumble, caricature de la mauvaise autorité affirmant sa volonté de puissance par la brutalité et dont la philosophie se borne à l'équation « pauvre=objet » ou « pauvre=animal ».
Sa deuxième manifestation réside dans le vol et le crime, régis par un égoïsme absolu. La société dont Fagin est le chef se compose d'individus sans autres visées que leur intérêt personnel. D'ailleurs, Fagin se définit ainsi au chapitre 43 : « Quelques sorciers prétendent que trois est le nombre cabalistique, d’autres opinent pour le nombre sept. Ce n’est ni l’un, ni l’autre, mon cher, c’est le nombre un. […] Dans une petite république comme la nôtre, […] nous avons un numéro un qui s’applique à tout le monde, c’est-à-dire que vous ne pouvez vous regarder comme numéro un, sans me regarder de même et sans en faire autant pour le reste de notre jeunesse […] nous sommes tellement liés, tellement unis par nos intérêts, qu’il n’en peut être autrement. », ce qui apparaît comme une parodie du principe utilitariste de la coïncidence entre l'intérêt particulier et l'intérêt général.

#### La passivité d'Oliver
Face à ce mal partout actif, Oliver reste passif, comme privé d'un « moi » autonome, naïve exacerbation du self-denial (l'abnégation personnelle) qui en fait une victime sur laquelle on s'acharne mais qui n'a, pour toute réponse, que le silence ou la prière. Soumis aux aléas du hasard, il ne peut influer à aucun moment sur le cours de son destin. Il ne fait que subir et laisser les événements le prendre en charge. Certes, il se révolte deux fois, mais sa demande de gruau lui a été imposée par ses camarades et sa fuite après les propos injurieux de Noah Claypole à la mémoire de sa mère le conduit de Charybde en Scylla.

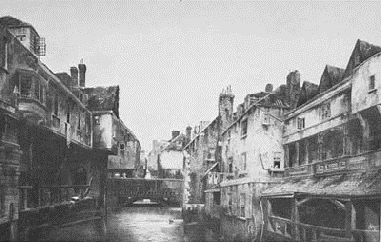
Jacob's Island, vers 1840. Folly Ditch près de Mill Street, où Sikes trouve la mort.

Sa passivité est également liée à une certaine conception platonicienne retrouvée à maints endroits du roman, notoirement au chapitre 32 où le narrateur explique que la femme et l'enfant sont des êtres purs ayant souvenir d'une vie antérieure, des idées, des essences plutôt que des êtres de chair, donc hors d'atteinte de l'expérience. Leur pureté prénatale, comme dans l'Ode à l'immortalité de Wordsworth, est associée à la nature, ainsi que le rappelle explicitement le narrateur dans le même chapitre : « Les souvenirs que les paisibles scènes champêtres éveillent dans l’esprit ne sont pas de ce monde, et n’ont rien de commun avec les pensées ou les espérances terrestres. Leur douce influence peut nous porter à tresser de fraîches guirlandes pour orner la tombe de ceux que nous avons aimés ; elle peut purifier nos sentiments et éteindre en nous toute inimitié et toute haine ; mais surtout elle ravive, dans l’âme même la moins méditative, la vague souvenance qu’on a déjà éprouvé de telles sensations bien loin dans le passé, et en même temps elle nous donne l’idée solennelle d’un lointain avenir, d’où l’orgueil et les passions du monde sont à jamais exilés ». Ainsi l'opposition entre ville et campagne s'impose-t-elle avec force dans le schéma du roman : la campagne, idéalisée à l'extrême, devient équivalente de l'Éternité, et la ville, noircie d'une fin infâme, celle des résidents de l'hospice, des assassinés et des pendus de Londres, monde de désagrégation et de pourrissement, tel le fétide taudis de Jacob's Island, où meurt Bill Sikes.

### Récit
Le récit, né initialement du désordre instauré par Agnes, la mère d'Oliver, dont la mort dans l'hospice est d'emblée teintée d'infamie, ce que rappelle l'ultime phrase du roman, « la pauvre femme n'aura été qu'une brebis égarée », vise à en résoudre l'énigme, car cette femme sans alliance au doigt n'en est pas moins, par son langage, sa beauté, un certain pathétique élégant, à l'opposé du milieu où elle a échoué. À cette fin, il ressort à la technique traditionnelle des péripéties, suspense, reconnaissances, ingéniosité, etc., mais, replacé dans la totalité de l'œuvre, il apparaît comme une série d'épreuves permettant au héros de sauvegarder le bien au sein du mal, de reconstituer l'ordre idéal, de définir et de faire disparaître les valeurs négatives, structure ternaire coïncidant pour l'essentiel avec la division initiale en trois livres dans le Bentley's Miscellany et en trois volumes dans les éditions parues entre 1838 et 1841.

#### L'importance de scènes réputées inutiles

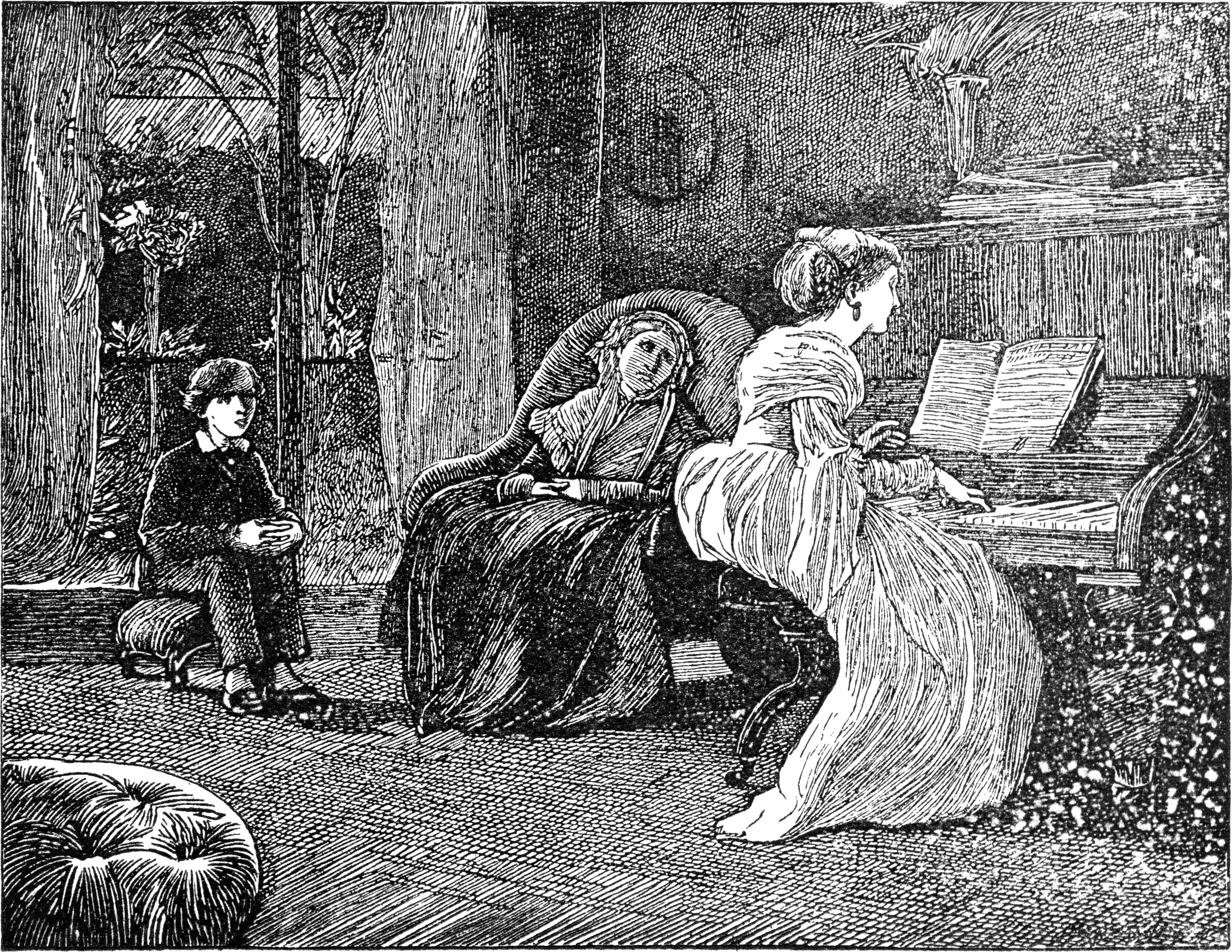
Oliver en extase chez les Maylie.

Dans cette perspective, des scènes réputées inutiles et digressives, comme la tentative manquée de placer Oliver chez Garfield le ramoneur ou la vie champêtre chez les Maylie, voire les amours de Bumble, s'avèrent indispensables quand on les rapporte à l'infrastructure axiologique du roman. Le ramoneur est de ceux qui font l'équation « pauvre=objet ou pauvre=animal » et traite avec la même cruauté son âne et ses employés. Le chapitre 32, « Heureuse existence que mène Olivier chez ses nouveaux amis », quelque pâle et sentimental qu'il puisse être jugé, met l'accent sur l'opposition ville/campagne et, par son évocation d'un au-delà atemporel, d'un jardin céleste entrevu dans le jardin terrestre, réintégre définitivement Oliver dans la sphère du Bien. En revanche, les amours grotesques de Mr Bumble et Mrs Corney s'affirment comme une souillure d'égoïsme et d'intérêt, ce qui les situe à l'opposé du sentiment, fondé sur l'oubli de soi, de Rose et Harry. De même, la conversion de Nancy, si elle peut sembler irréaliste, au point que Dickens en a fait le plaidoyer dans la préface de 1841, apparaît comme symétrique de la faute d'Agnes, conduisant non plus de l'ordre au désordre, mais du désordre à l'ordre.
La critique de Henry Crabb Robinson (1775-1867), « [Dickens] ne peut qu'esquisser des scènes, il ne sait pas construire une histoire », implique que l'on ne voit pas d'autre valeur au récit que l'unité dans la succession et que la fin de l'art est de donner l'illusion du réel. Or, Oliver Twist est une fiction qui se veut telle, se mouvant dans un monde trop près des asymptotes du bien et du mal pour créer cette illusion du réel, apanage du réalisme. D'autre part, l'univers dickensien étant régi par un système de valeurs, la causalité n'y a aucune place et la solution des tensions passe par le rêve, l'imprévisible, voire le miraculeux. Ainsi, l'apparition de Fagin et Monks à Oliver ensommeillé reste négligeable sur le plan du récit, mais indispensable sur celui des valeurs terreur-désordre, de même que le bedeau que Mr Losberne trouve dans la maison abandonnée ne contribue en rien à l'intrigue, mais rappelle que dans un monde où règne une économie du rêve, il est impossible de savoir quelle suite auront les événements et même s'ils en auront une.
Au mépris de toute vraisemblance, cependant, la narration s'achemine inexorablement vers le regroupement de tout ce qui est marqué du même signe : Sikes trouve une mort infâme au milieu de Jacob's Island qui ne l'est pas moins, et Bumble devient victime de son propre système, tout comme Fagin est châtié par l'instrument même de sa puissance. En revanche, « Oliver peut connaître un bonheur si complet à la fin uniquement parce qu'il l'a complètement perdu au commencement ».

#### Le Matois réintègre le schéma

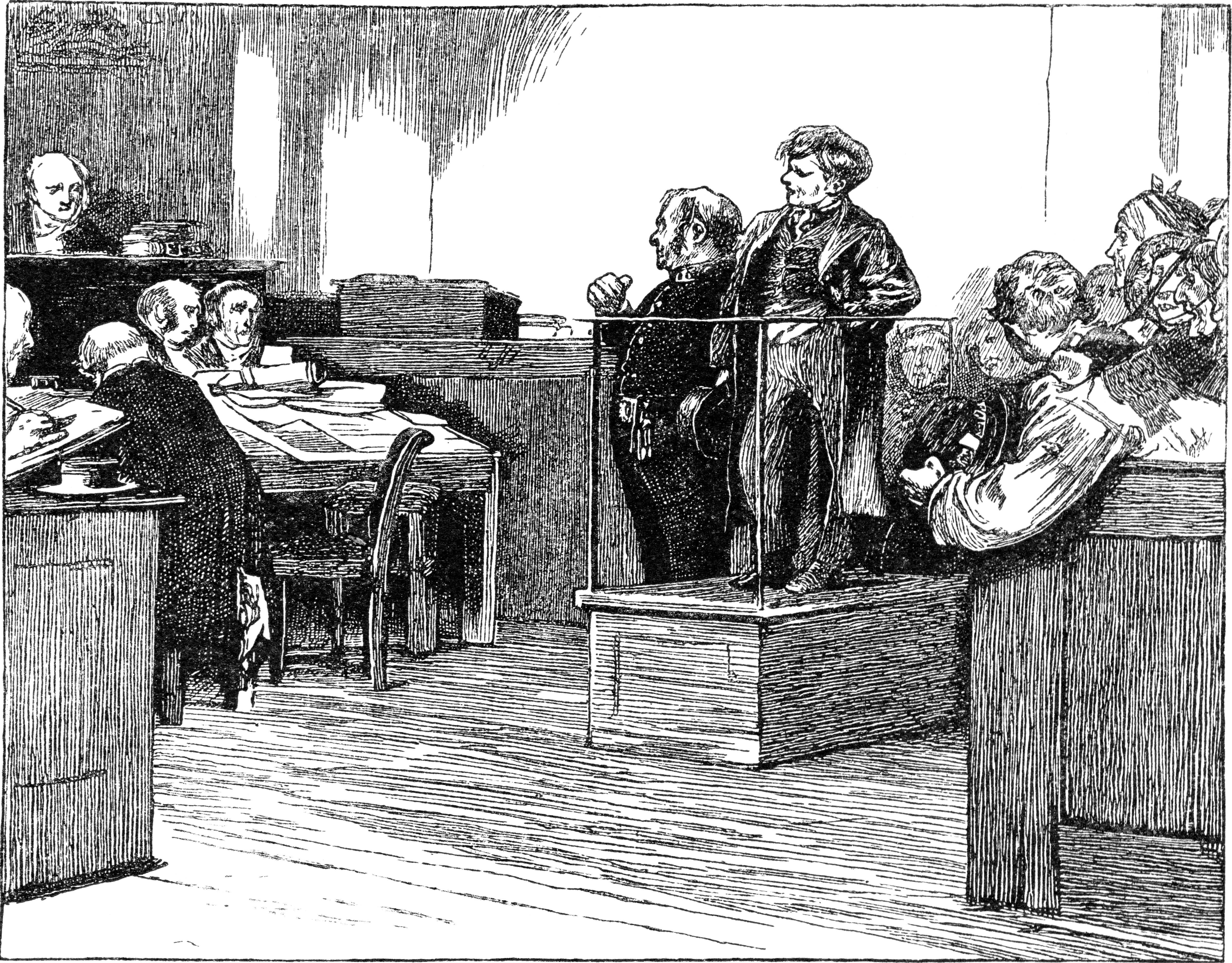
Le Matois devant ses juges.

Avant cette conclusion, l'intrigue et le schéma se livrent une véritable bataille. L'intrigue gagne le premier round en extrayant Nancy des griffes du schéma : la jeune fille qui, plus tôt dans le roman, avait révélé sa sincère humanité envers la souffrance de prisonniers, se retrouve abaissée à de simples clichés de mélodrame. Mais presque aussitôt, ce rapt est contrebalancé par l'un des plus grands épisodes du roman, le procès du Matois, scène inutile sinon pour se débarrasser de lui avant de distribuer récompenses et châtiments. Dickens semble alors avoir pris conscience que l'envergure du personnage qu'il avait créé rendait l'intrigue impuissante à l'absorber ou l'oblitérer ; il lui a donc offert une dernière occasion de se manifester non seulement en beauté, mais de réintégrer le schéma général du roman en en réaffirmant avec force son thème central : que peuvent les pauvres contre l'oppression de l'État ? Avoir peur comme Oliver ? Lui, le Matois, se dresse devant l'appareil et le défie : alors qu'on l'attend soumis et docile, il arrive tous canons chargés et tire bordée sur bordée. Le voici frappant au cœur, alors qu'il en est la victime, un système judiciaire dont la justice est le dernier souci : où sont ici les droits du citoyen ? dans quel marbre est gravée la loi autorisant la morgue du geôlier ?, etc. Ainsi, pratiquement seul des personnages du milieu, le Matois aura-t-il su se lever, pour lui-même et au-delà, pour tous les damnés de la société, perpétuant de ce fait le conflit qu'avait instauré Oliver en en demandant « encore ».

## Symbolisme
Le symbolisme d'Oliver Twist est étroitement associé à sa thématique. Si, au début, Oliver n'est qu'un objet animé sans conscience de lui-même et de sa situation, lorsque s'effectue peu à peu l'éveil de soi, domine en lui le sentiment d'une solitude absolue : « je suis si jeune, Monsieur, et je suis si… si…

— Si quoi ? demanda M. Bumble étonné.

— Si abandonné, Monsieur, si complètement abandonné. ».
Bien plus tard, il découvrira par hasard la douceur du confort et le bonheur de la bienveillance, si bien que les deux symboles majeurs sont l'enfer et le paradis, chacun prenant tour à tour plusieurs aspects.

### L'enfer
L'histoire d'Oliver commence alors qu'il se tourne vers le monde à la recherche du peu d'amour que, confusément, il devine être dû à chacun. La réponse est brutale : le monde le traite en paria (outcast) et s'emploie agressivement à le détruire, comme il le fait de tous les faibles auxquels il ne concède aucune place. Dès lors, Oliver va vivre dans l'angoisse de la mort ; déjà, il se trouve en péril ne serait-ce que par accident : petits orphelins oubliés lors du retournement des paillasses, brûlures fatales pendant le très occasionnel bain ; qui plus est, le conseil d'administration de l'hospice prévoit de l'envoyer en mer avec l'espoir que le commandant lui fracassera le crâne à coups de barre de fer, et après sa demande d'« encore », l'enferme dans une pièce en sous-sol, privée de toute ouverture et à l'air raréfié.

#### La suffocation et la claustrophobie

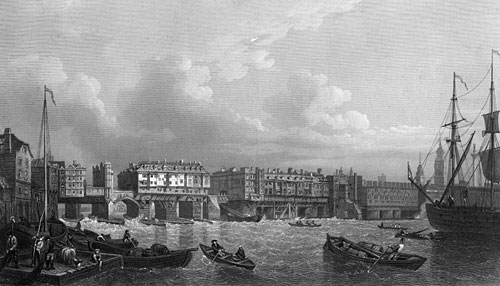
Le vieux London Bridge.

Apparaît donc très vite la terreur de la suffocation par l'enfermement, à laquelle se superpose bientôt celle de la strangulation, car la pendaison, prédite à l'hospice, le menace directement maintenant qu'il est prisonnier de Fagin. La suffocation s'accompagne d'un faisceau de phobies : chute, écrasement, façades s'écroulant sur les trottoirs, cheminées s'effondrant sur elles-mêmes, habitations s'acharnant à éclater en morceaux. Peur aussi, universelle et incoercible, de la noyade dans les eaux fangeuses de la Tamise, dont la boue monte à l'assaut des maisons branlantes pour mieux les avaler dans ses profondeurs. C'est dans le trou sinistre et noir formé par l'escalier menant au fleuve depuis London Bridge que Nancy rencontre secrètement ses interlocuteurs : le sol couvert d'eau fétide, elle en est persuadée, sera son lit de mort : « regardez devant vous, Mademoiselle ; regardez ces flots sombres : n’avez-vous pas souvent entendu dire que des malheureuses comme nous se jettent à l’eau sans que âme qui vive s’en inquiète ou les regrette ? Ce sera peut-être dans des années, peut-être dans quelques mois, mais c’est comme cela que je finirai. » Et Oliver, que Sikes entraîne dans le glauque brouillard de la nuit, s'en convainc aussi : « La rivière ! pensa Olivier, à demi-mort de frayeur. Il m’a amené dans ce lieu désert pour se défaire de moi ! »
Terreur née aussi de la claustrophobie, avec des images de pièces apparemment sans issue, cave à charbon à l'hospice où on le garde une éternité, cheminées avides d'enfants auxquelles il échappe de justesse, escalier de pierre où le croque-mort le pousse jusqu'à un trou humide et sombre, avant de lui installer une paillasse coincée derrière le comptoir, une tombe au milieu des cercueils gisant dans un local sans air. À Londres, ce n'est qu'amas de maisons noires, auxquelles on accède en contrebas par des ruelles tortueuses et mal éclairées, débouchant sur une ruine hermétique : « Ils visitèrent toutes les chambres ; elles étaient toutes froides, nues et vides ; ils descendirent dans l’allée, puis dans la cave ; l’humidité suintait le long des murs verdâtres ; les traces de limaces et de colimaçons brillaient à la lumière ; mais partout un silence de mort. », univers inintelligible où sa conscience abasourdie ne peut que se mettre en sommeil.
Mais persiste une menace permanente, la chaîne d'espionnage par laquelle, dans cette communauté de l'ombre, Fagin surveille tout le monde et chacun observe l'autre avec suspicion. Les voleurs redoutent d'être identifiés par le monde extérieur, mais craignent bien davantage la trahison de leurs acolytes. Aussi Nancy a-t-elle l'œil sur Fagin et Monks, elle-même est suivie par l'envoyé de Fagin, et Oliver est secrètement sous le regard de Fagin et de Monks alors qu'il se croit en sécurité chez Mrs Maylie. Rien d'étonnant, donc, à ce que les relations entre les individus des bas-fonds, forcément illicites, se soldent par des échecs, la liaison entre Nancy et Sikes, par exemple, n'y survivant pas.
Oliver, cependant, a connu autre chose, son bref aperçu, chez Mr Brownlow, du monde des honnêtes gens, mais cette découverte le remplit de confusion. Enfermé, après son retour forcé, dans la haute maison bardée de barreaux, aux couloirs tortueux et apparemment sans issue, s'échapper lui paraît impossible et « souvent, quand la nuit tombait […] il allait se blottir dans un coin de l’allée qui donnait sur la rue, pour être aussi près que possible de la société des vivants […]. Il y avait, il est vrai, dans un grenier du fond, une fenêtre sans volets, et garnie de barreaux rouillés ; souvent Olivier venait s’y installer pendant des heures entières, et regardait au loin d’un air pensif ; mais il ne pouvait voir qu’une masse confuse de toits et de cheminées noires ».
Cette vision d'un petit garçon sans repères, emprisonné dans une maison en ruine peuplée d'ombres et de rats, scrutant un bout de monde inconnu, est, écrit John Hillis-Miller, « l'une des plus fortes du roman ».

#### Le labyrinthe et le chaos

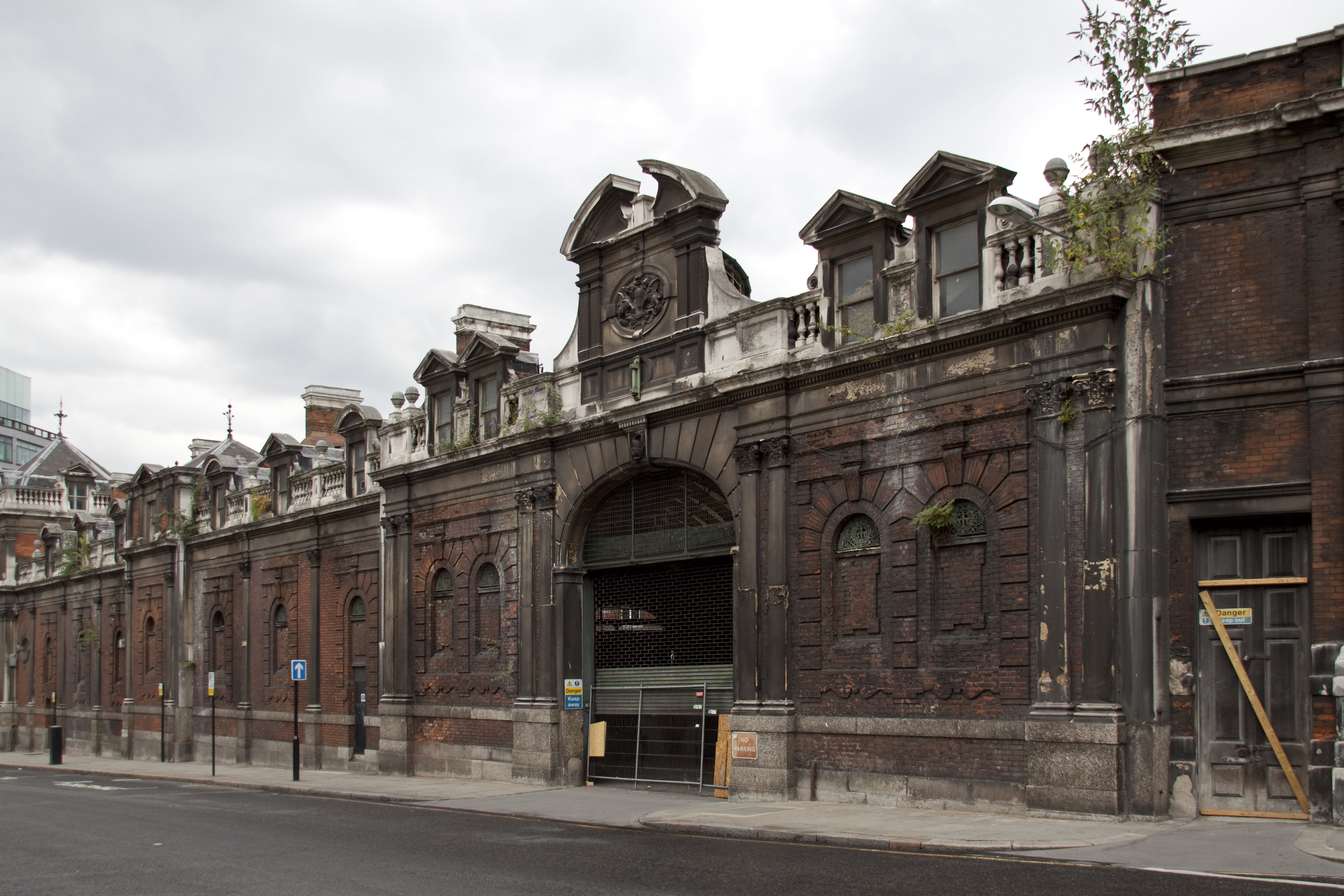
Smithfield.

Ce bout de monde apparaît comme une masse d'empilements, un bric-à-brac vertical, opaque et impénétrable, qu'il ne comprend pas, confusion portée à son comble lorsque, enfin, il peut sortir, accompagné du Matois ou, plus tard, de Sikes qui essaie de faire de lui un voleur. Des noms de rue surgissent, mais c'est le narrateur qui les nomme, car Oliver, lui, se sent pris au piège d'une nouvelle prison. L'étroit, le sale, le tordu, le mêlé, se resserrant et s'amplifiant au fil de la progression, ce n'est plus le Londres des années 1830, mais un entrelacs monstrueux, centuple du dédale intérieur qu'Oliver a quitté, le « symbole poétique d'un labyrinthe infernal ». Peu à peu, de ce désert obscur, émerge une foule de riverains, s'affairant en tous sens entre des étals couverts de grossières victuailles et d'immondes boutiques offrant des guenilles flottant au vent : au silence a succédé le fracas, au vide s'est opposé l'amoncellement, les perceptions se brouillent, les sens se saturent, le labyrinthe a débouché sur le chaos. Lors de l'équipée forcée avec Sikes au chapitre 24, à l'approche de Smithfield, le tohu-bohu se double d'une cacophonie étourdissante, vociférations, sifflements, aboiements, grognements, bêlements, hurlements de cloches ; balloté, poussé, cogné, saisi par la puanteur des choses et des gens, abasourdi (stunned), ahuri (bewildered), stupéfait (amazed), Oliver s'enfonce hors de l'espace et du temps, comme englouti dans un océan de difformité.

### Le paradis
À mi-chemin, au chapitre 22, le roman vire de bord, laissant pratiquement la critique sociale de côté. C'est que, d'un coup, Oliver est arraché à l'enfer : du bureau de l'horrible Mr Fang, il est passé inconscient dans une chambre douillette avec, à son chevet, une vieille dame bien mise qui le veille, occupée à sa couture. La vie d'hier n'est plus, muée en un cauchemar dont il s'est échappé pour rejoindre un état antérieur à tout ce qu'il a connu ; désormais, il est dans un autre monde, celui auquel, sans le savoir, il appartient, le monde bourgeois et protecteur d'une famille aimante et attentionnée.

#### L'Éden terrestre ou un revers de la médaille?

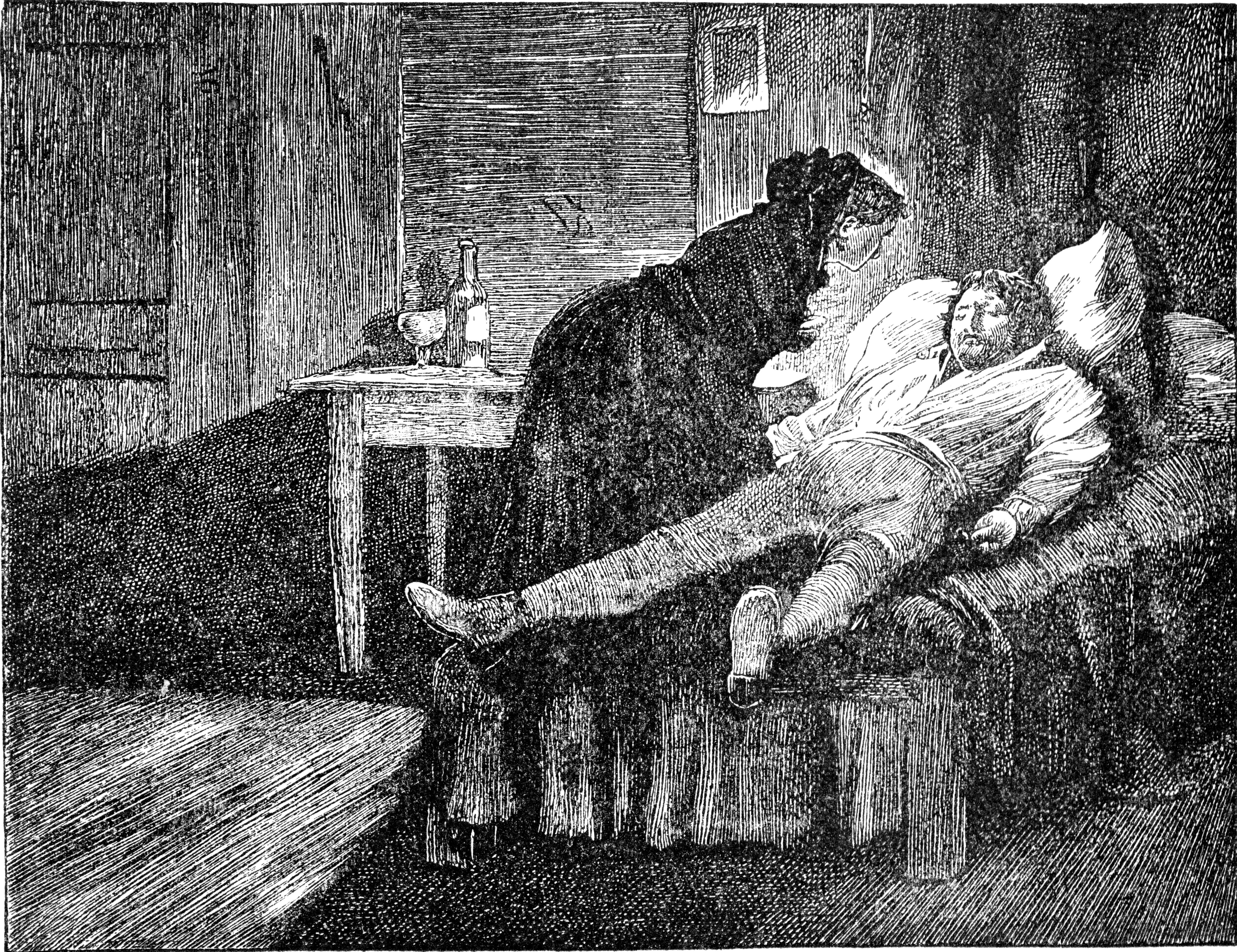
Oliver se réveille chez Mrs Maylie.

Le monde de la campagne apparaît d'abord à Oliver comme un paradis terrestre à l'opposé de la ville. Dès six heures du matin, il sillonne les champs, pillant les haies pour rassembler des bouquets de fleurs sauvages. Le chapitre 33 contient un paragraphe où sa folle galopade se présente comme l'envers de sa marche forcée par les rues de Londres : « Il courut à travers champs, ou le long des petits sentiers qui les séparaient, tantôt cachés par les blés murs qui les bordaient de chaque côté, et tantôt débouchant dans la plaine, où faucheurs et moissonneurs étaient à l’œuvre. » Ici, plus de labyrinthe suffoquant, l'étroitesse a cédé à l'ouverture et la menace à la liberté.
John Hillis-Miller relève cependant une restriction qu'il juge symboliquement significative : la douce maison est enserrée de rosiers grimpants, de chèvrefeuille et de jasmin, et le tronc des arbres enlacé par le lierre : « De telles images, demande-t-il, n'évoquent-t-elles point un enclos protecteur plutôt qu'une ouverture sans limite ? » Au vrai, il devient vite évident que la campagne est le revers plutôt que l'opposé de la ville, un paradis de sécurité douillette, un intérieur qui regarde le grand espace de sa fenêtre : « La petite chambre où il avait l’habitude de se tenir pour étudier donnait sur le parterre, derrière la maison. C’était bien une chambre de cottage, avec une fenêtre à volets, autour de laquelle grimpaient des touffes de jasmin et de chèvrefeuille d’où s’exhalaient les plus suaves parfums ; elle donnait sur un jardin qui communiquait lui-même par un échalier avec un petit clos. Au-delà on apercevait une belle prairie, puis un bois ; il n’y avait pas d’autre habitation de ce côté, et la vue s’étendait au loin. »
À l'hospice, chez Sowerberry, avec Fagin, ou encore sous la menace de la foule urbaine, Oliver n'avait pas le temps d'analyser le monde alentour ; désormais, s'il a tout loisir de réfléchir à sa configuration, il ne se sent pas, pour autant, le droit d'en déchiffrer le sens et le paradis lui reste insondable. D'autant que, bientôt, Fagin et Monks se présentent pour le réclamer, sans qu'on sache s'il s'agit d'un rêve ou de la réalité – aucune trace de pas n'a été trouvée –, si bien qu'à l'étonnement s'ajoute un sentiment d'insécurité, incursion du passé dans son présent qui le lui rend à nouveau intolérable, vide, traînant les pas ou, telle une horloge détraquée, accélérant soudain comme pris de folie. Reste l'espoir de capturer le bonheur d'un autre paradis, celui d'avant sa naissance, et de le vivre ici et maintenant.

#### Le paradis surnaturel retrouvé
Oliver Twist abonde en « sentiments d'immortalité » (intimations of immortality), avec Mr Brownlow dont la rêverie convoque des « souvenirs qui nous font rêver à cette beauté qui survit à la mort, plus éclatante que la beauté terrestre ; visages charmants qui nous sont ravis pour aller éclairer d’une douce lumière la route qui mène au ciel », chez Rose Maylie où les paisibles scènes champêtres en sollicitent qui « ne sont pas de ce monde, et n’ont rien de commun avec les pensées ou les espérances terrestres. Leur douce influence […] peut purifier nos sentiments et éteindre en nous toute inimitié et toute haine ; mais surtout elle ravive, dans l’âme même la moins méditative, la vague souvenance qu’on a déjà éprouvé de telles sensations bien loin dans le passé, et en même temps elle nous donne l’idée solennelle d’un lointain avenir, d’où l’orgueil et les passions de ce monde sont à jamais exilés ».
S'impose alors la répétition mémorielle de ce passé lointain qui se livre par quelques signes. Une fois déchiffrés, un sens cohérent des événements finit par se dégager de sa gangue opaque. Lorsque le mystère de sa naissance sera résolu, Oliver découvrira son essence intrinsèque et accédera à son paradis retrouvé, mais un paradis de liberté conditionnelle, car, comme l'écrit Robert Newsom, « Il est difficile d'imaginer Oliver Twist en adulte » ; adopté, en effet, par Mr Brownlow, soumis et guidé, son bonheur sera celui de l'enfance innocente qui l'a toujours habité.

## Adaptations
Oliver Twist a toujours été l'un des favoris des metteurs en scène, que ce soit pour le théâtre, le cinéma ou la télévision, des auteurs de bandes dessinées et des compositeurs de comédies musicales.

### Cinéma

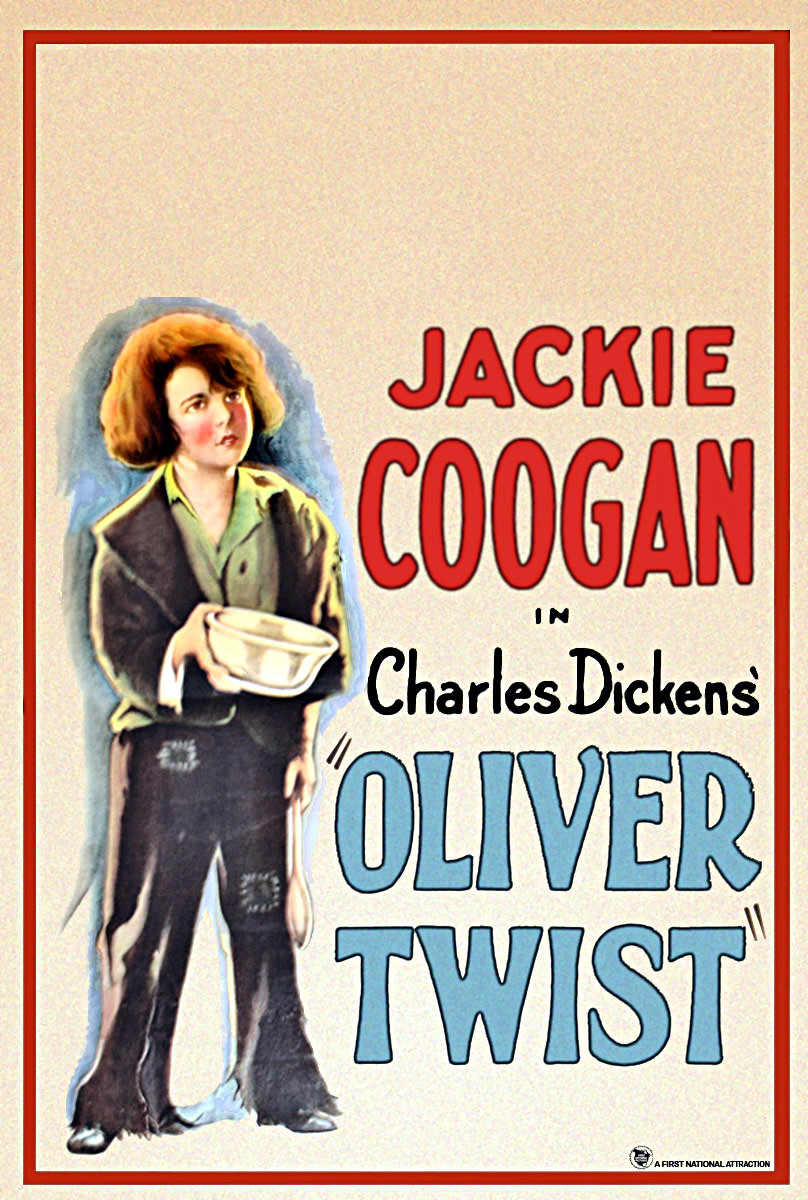
Affiche du film de 1922.

En 1909, J. Stuart Blackton tourne Oliver Twist avec Edith Storey dans le rôle principal. En 1912, Thomas Bentley réalise un autre film avec Ivy Millais et, en 1916, James Young et W. S. Van Dyke prennent le relais avec leur film où joue Marie Doro. En 1919, le Hongrois Márton Garas adapte à son tour le roman de Dickens avec Tibor Lubinszky. En 1921, Millard Webb met en scène l'oeuvre de Dickens dans Oliver Twist, Jr. avec Harold Goodwin.
En 1920, Lupu Pick sort Oliver Twist et deux ans plus tard Frank Lloyd sort Oliver Twist, film d'environ quatre-vingt-dix minutes, très fidèle au roman, avec deux grandes stars du cinéma muet : Lon Chaney en Fagin et Jackie Coogan en Oliver. La copie en fut perdue, puis retrouvée sans intertitres dans les années 1970. Restauré avec des intertitres dus à Blackhawk, assisté de Jackie Coogan et du producteur Sol Lesser, le film insiste sur l'aspect mélodramatique de l'action et s'attache à reproduire avec réalisme l'atmosphère des bas-fonds londoniens à l'époque victorienne.
En 1933, William J. Cowen adapte le roman dans un film Pré-Code mettant en scène Dickie Moore.
David Lean prend le relais en 1948 avec un Oliver Twist qui présente en certaines scènes une photographie proche du cinéma expressionniste et des décors particulièrement fouillés. L'interprétation est de grande qualité, mais le maquillage d'Alec Guinness en Fagin a pu paraître antisémite lors de la sortie, si bien qu'aux États-Unis, le film n'a été autorisé qu'en 1951 après onze minutes de coupe visant à aseptiser le rôle controversé.
La comédie musicale de 1960 (voir Comédie musicale) a inspiré, en 1968, le film, lui aussi musical, de Carol Reed, Oliver!, avec Jack Wild en Artful Dodger et Ron Moody en Fagin, dont le rôle est inversé, puisqu'il sauve de jeunes garçons londoniens de leur détresse. La musique est due à Lionel Bart et Johnny Green, et le scénario, inspiré de Lionel Bart et bien sûr de Dickens, a été mis au point à Vernon Harris.
En 1974, Hal Sutherland, alors en semi-retraite, réalise Oliver Twist, un dessin animé américain. En 1982, l'Australien et Polonais Richard Slapczynski réalise Oliver Twist, un film d'animation. La même année, un téléfilm est tourné par Clive Donner avec Richard Charles.
Un long-métrage d'animation mexicain de Fernando Ruiz, Les Aventures d'Oliver Twist, sort en 1987 sur une musique de Plácido Domingo Jr.
Autre long-métrage d'animation en 1988, Oliver et Compagnie, produit par Walt Disney Pictures et mis en scène par George Scribner, présente l'histoire de Dickens transposée partiellement dans le monde des animaux. Les faits se déroulent à New York : Oliver, petit chaton abandonné, est pris en charge par un chien errant nommé Roublard, à la fois débrouillard et chapardeur, qui le conduit jusqu'à sa demeure, une péniche délabrée, amarrée sur les docks ; Oliver y fait la connaissance du maître humain de Roublard, le ferrailleur Fagin, ainsi que toute la bande de chiens « laissés pour compte » : le chihuahua Tito, le dogue allemand Einstein, le bouledogue intellectuel Francis et Rita, une levrette persane affectueuse et pleine de bon sens.
En 2003, Jacob Tierney tourne une version moderne du roman, intitulée Twist, avec Joshua Close. Oliver Twist, un film franco-tchéco-italo-britannique réalisé par Roman Polanski, sort en 2005 sur un scénario de Ronald Harwood. En 2021, Martin Owen adapte l'oeuvre de Dickens dans son film Twist avec Rafferty Law.

### Télévision
En 1962, Jean-Paul Carrère met en scène un téléfilm en deux parties, inspiré par le roman de Dickens, dans le cadre de la collection Le Théâtre de la jeunesse, avec Marcel Dalio (Fagin), Maurice Garrel (Monks), Anne Doat (Nancy), André Oumansky (Bill Sikes) et Jacques Seiler (le directeur). Première diffusion télévisuelle 6 mai 1962. Un DVD de ce spectacle est édité par Koba Films Video en 2005.
Au Royaume-Uni, les adaptations sont régulières à partir de 1962, date d'un Oliver Twist en 13 épisodes (en noir et blanc) de la BBC. Ainsi paraissent The Further Adventures of Oliver Twist (Les Autres Aventures d'Oliver Twist, 13 épisodes en couleurs) sur ATV Network en 1980, puis, en 1985, la série en 12 épisodes écrite par Alexander Baron pour la BBC, avec Eric Porter dans le rôle de Fagin.
En 1997, les studios Disney proposent leur version télévisée des Aventures d'Oliver Twist, réalisée par Tony Bill, avec Richard Dreyfuss dans le rôle de Fagin, David O'Hara dans celui de Bill Sikes et Elijah Wood dans celui de The Artful Dodger. Nouvelle adaptation deux années plus tard, en 1999, par Meridian Broadcasting : Oliver Twist, série en quatre épisodes écrite par Alan Bleasdale avec Robert Lindsay (Fagin), Marc Warren (Monks), Sam Smith (Oliver), Andy Serkis (Bill Sikes) et Keira Knightley (Rose Fleming). Enfin, 2007 voit l'histoire revisitée par Coky Giedroyc avec Tom Hardy et Timothy Spall en une mini-série intitulée Oliver Twist. Présentée au public britannique en 2007 sous la forme d'une mini-série en cinq épisodes diffusés sur BBC One entre le 18 et 22 décembre 2007, elle a été diffusée en France sur Arte, en deux parties, les 13 et 20 février 2014.
La série Le Renard : Prince des voleurs, diffusée dès 2023 sur Disney+, met en scène l'un des personnages du roman, Le Renard. Oliver Twist n'y est que secondaire.

### Bande dessinée

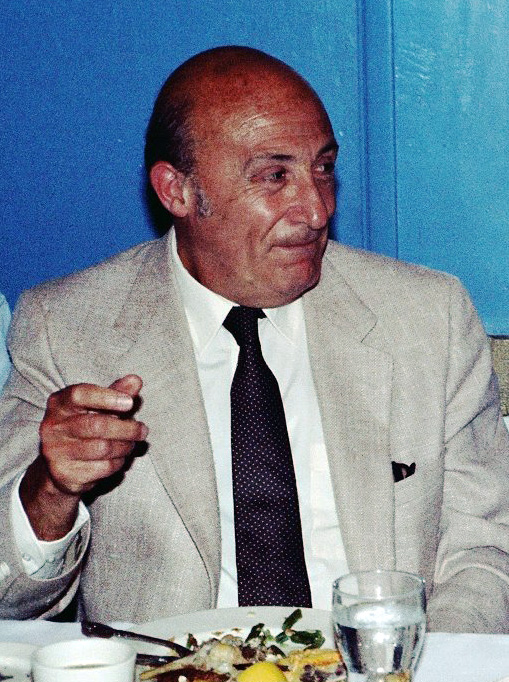
Will Eisner.

Le numéro 1140 du 3 septembre 1970 du journal Tintin, consacré à Dickens, présente Oliver Twist en un récit en six pages par Yves Duval et Uralde.
Fagin le juif, par Will Eisner, l'un des pères fondateurs du roman graphique en Amérique du Nord, revisite en 2004 l'Oliver Twist de Dickens. Selon Eisner, certains personnages de fiction ont, par leur popularité, acquis au fil du temps l'illusion de la réalité, prenant valeur de stéréotypes qui influencent le regard de la société. Juif lui-même, il explique avoir toujours été gêné par le Fagin de Dickens et entreprend de raconter Oliver Twist de son point de vue. Le lecteur est alors plongé dans le contexte de l'époque et se rend compte de ce qu'a pu être la vie d'un juif pauvre à Londres au XIXe siècle, ce qui éclaire le comportement du futur criminel qui finit sur l'échafaud.
Oliver Twist, par Loïc Dauvillier et Olivier Deloye, est publié par Delcourt dans la collection Ex-Libris ; les tomes 1 et 2 datent de 2007 et le tome 3 de 2008.
Oliver Twist, scénario de Philippe Chanoinat et dessins de David Cerqueira est paru chez Glénat en 2011 et ressort en juillet 2017 dans la collection Les Grands Classiques de la littérature en bande dessinée.

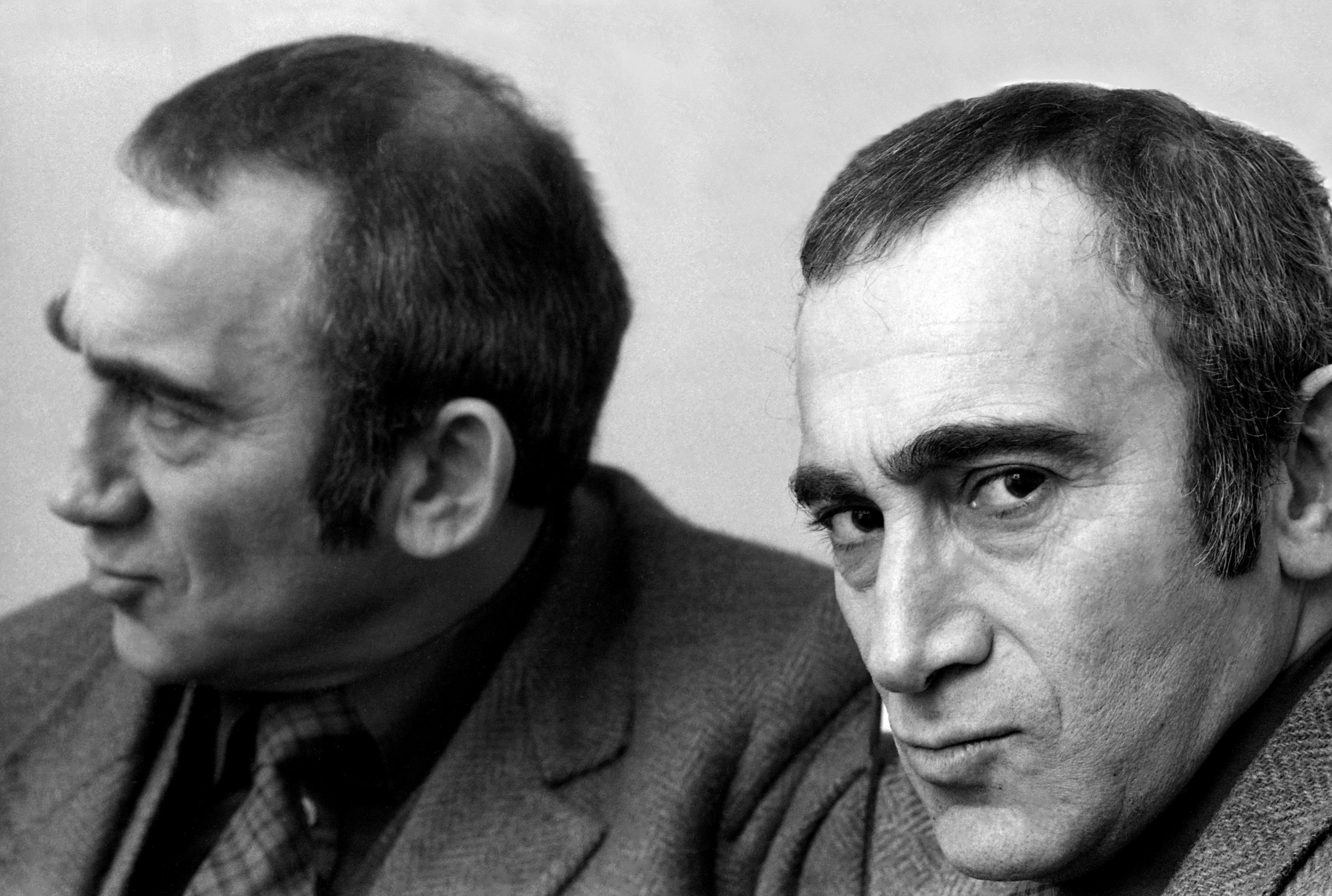
Lionel Bart.

### Comédies musicales
- Oliver!, comédie musicale de Lionel Bart, est présentée pour la première fois à Londres en 1960, puis à Broadway à partir de 1963. En 1968, Carol Reed adapte Oliver! au cinéma dans un film musical.
- Oliver Twist, le Musical, comédie musicale de Shay Alon et Christopher Delarue, mise en scène par Ladislas Chollat, est présentée à la Salle Gaveau à Paris à partir du 23 septembre 2016, avec David Alexis dans le rôle de Fagin.